# Theodor Fischer (architect)
Theodor Fischer (Schweinfurt, 28 mei 1862 – München, 25 december 1938) was een invloedrijk Duits architect, stedenbouwkundige en architectuurtheoreticus. Fischer was hoogleraar in München en Stuttgart, waar hij grote invloed op aankomende architecten uitoefende. Als architect en stedenbouwkundige was hij voornamelijk werkzaam in Beieren en Baden-Württemberg, maar hij nam ook opdrachten elders in Duitsland en Oostenrijk aan.

## Levensloop
Theodor Fischer werd geboren als zesde kind van Ferdinand en Friederike Fischer in het Beierse Schweinfurt. Zijn vader was groothandelaar in indigo, verfhout en wol, maar overleed al in 1869. De jonge Theodor bezocht het humanistische gymnasium in Schweinfurt. Daar werd zijn voorliefde voor tekenen en karikatureren duidelijk. Van 1880 tot 1885 studeerde hij architectuur aan de Technische Hogeschool van München. Hij was een leerling van Friedrich Thiersch en diens assistent Karl Hocheder, een meester in architectuurtekenen. Ook maakte hij via August Tiersch, een broer van de eerder genoemde Friedrich, kennis met de antieke architectuur en de theorie van verhoudingen, die hij later toepaste op zijn gebouwen. Hij nam echter al snel afstand van het historisme dat Friedrich Thiersch onderwees en ontwikkelde een eigen stijl, gebaseerd op de regionale en sociaal-culturele omstandigheden van de betreffende omgeving. Hij nam de sociale situatie en het leven van de bewoners en gebruikers als uitgangspunt voor de door hem ontworpen huiselijke, kerkelijke, maatschappelijke en stedelijke ruimtes.
Theodor Fischer overleed op 76-jarige leeftijd in het Laimer Schlössl in zijn woonplaats München, waar hij dertig jaar met zijn vrouw Therese had gewoond, vlak bij zijn architectenbureau. Hij werd begraven – slechts vergezeld door een paar vrienden – op de begraafplaats Waldfriedhof in München (grafnummer 039-W-14).

## Loopbaan
Na het afronden van zijn studie werkte Fischer van 1886 tot 1889 op het bouwbureau van het Rijksdaggebouw in Berlijn onder leiding van Paul Wallot. In Berlijn volgde hij ook colleges aan de universiteit en maakte er belangrijke vrienden, zoals Otto Rieth, later zijn collega aan de universiteit, en Wilhelm Rettig, later directeur van het München stadsplanningsbureau (Stadtbauamt), die Fischer in 1893 als collega binnenhaalde. Nadat hij tussen 1889 en 1892 een gezamenlijk bureau had met de architect Richard Friedrich Reuter uit Dresden, genaamd Reuter & Fischer, werkte Fischer kort samen met Gabriel von Seidl in München. Als hoofd van de afdeling stadsuitbreiding van de stad München stelde Fischer van 1893 tot 1901 een algemeen ontwikkelingsplan voor München op, dat bindend was tot aan de Tweede Wereldoorlog en dat tot op de dag van vandaag op veel plaatsen het beeld van München bepaalt. Zijn geleidelijk doorgevoerde bouwvoorschriften waren een vroege vorm van stedenbouwkundige planning en waren tot begin jaren 1990 gangbaar.

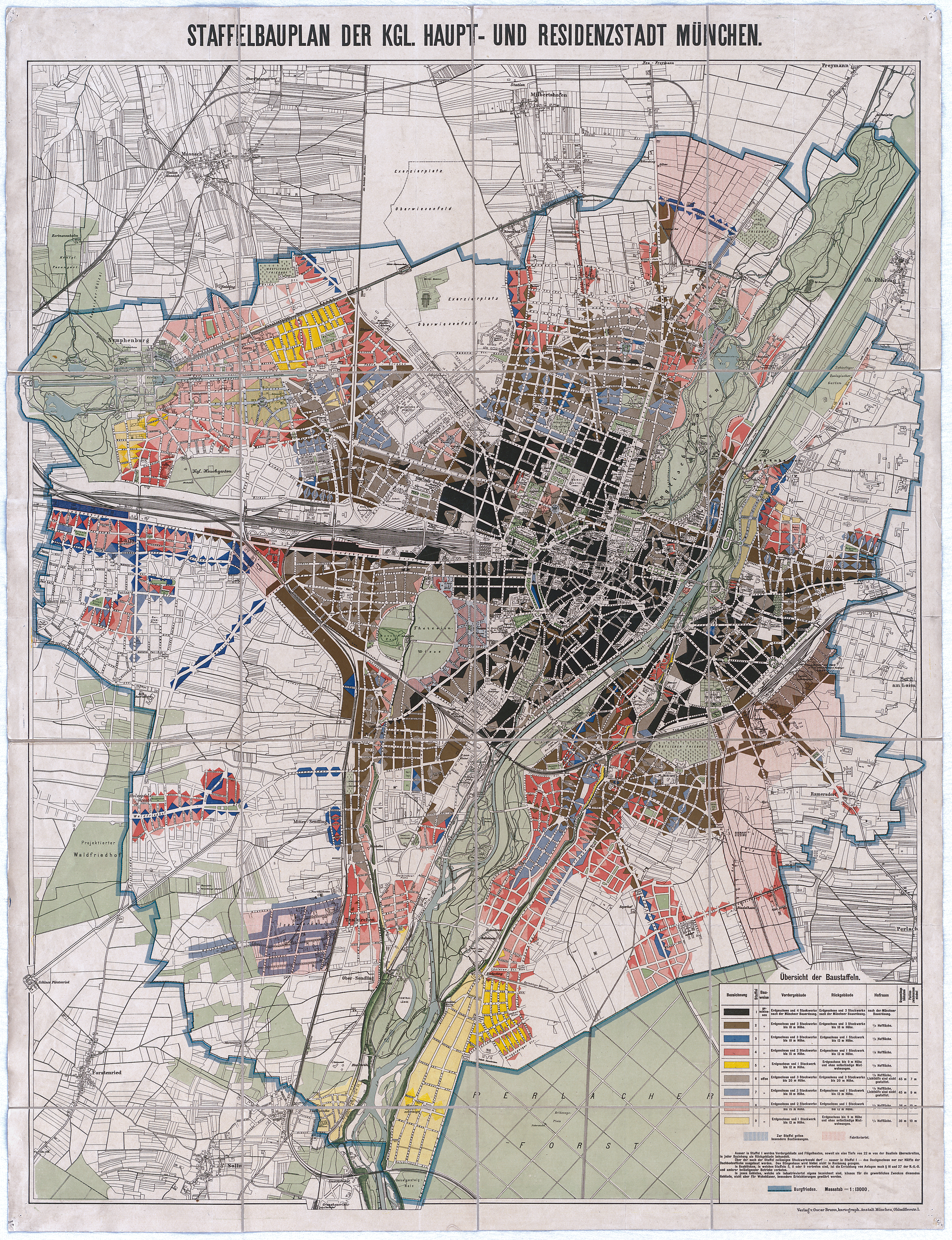
Uitbreidingsplan München, 1904

"Laimer Schlössl", Fischers woonhuis en atelier in München-Laim

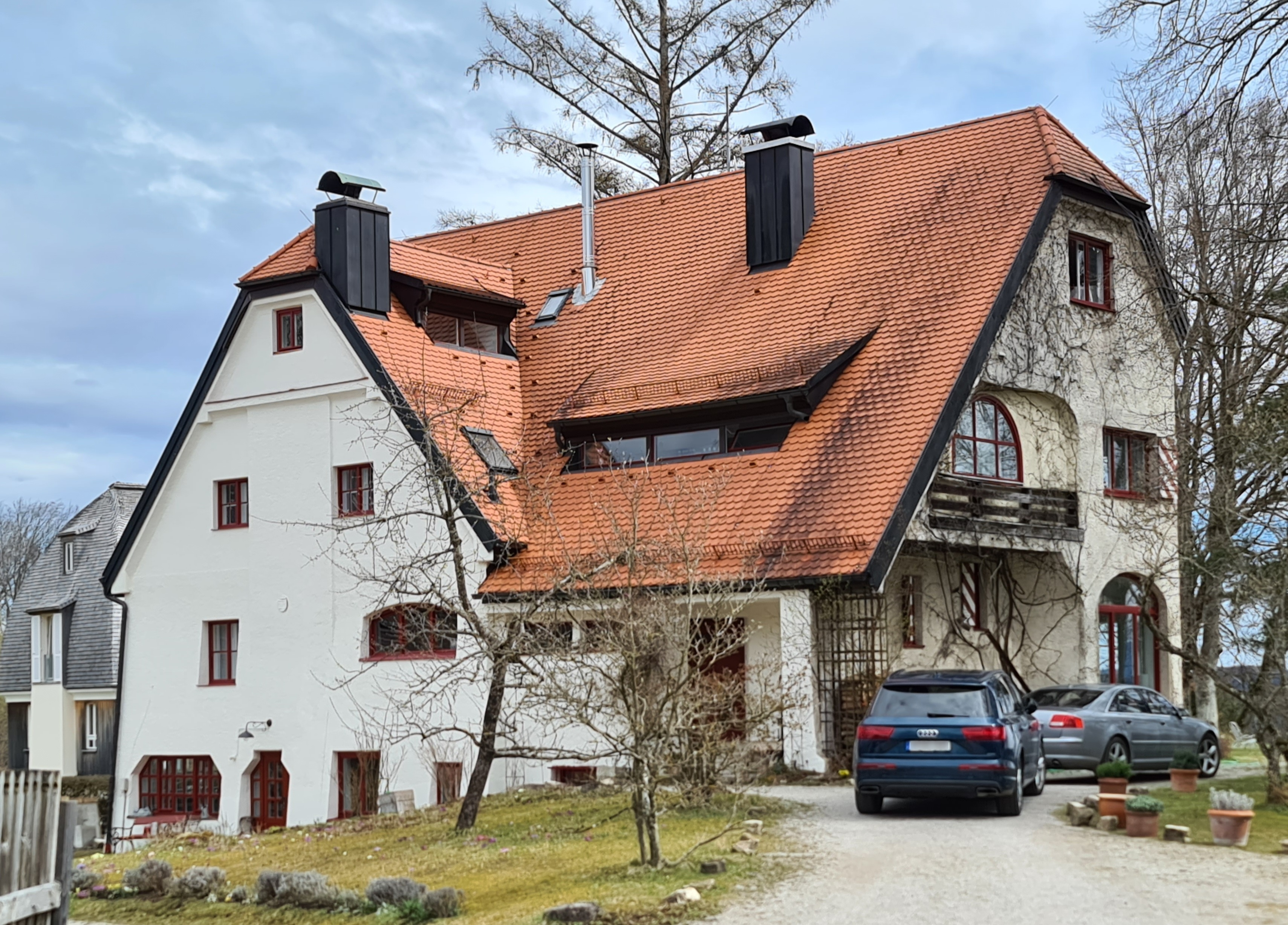
Buitenhuis van Fischer in het dal van de Isar in Icking-Schlederloh

In 1901 aanvaardde hij een positie aan de Technische Hogeschool Stuttgart, waar hij tot 1908 hoogleraar bouwontwerp, waaronder stedenbouwkunde, was. Met zijn benoeming in Stuttgart begon Fischer aan zijn meest succesvolle en intensieve periode als architect; Tegelijkertijd sprak hij de jongere generatie aan met zijn nieuwe lesmethode, gekenmerkt door een sterke nadruk op werktuigbouwkunde en stedenbouwkunde, en tegelijkertijd zijn openheid voor de ideeën van zijn studenten. zo werd hij, zoals de architect Fritz Schumacher het verwoordde, "de opleider van een hele generatie architecten" die daarna tot na de Tweede Wereldoorlog het beeld van Duitse steden zouden bepalen, zowel de traditionalisten als de progressieven. Vertegenwoordigers van de tijdens de Weimarrepubliek invloedrijke "Stuttgart School" (onder anderen Paul Schmitthenner en Heinz Wetzel) beschouwden Fischer als hun "intellectuele vader". Op zijn kantoor werkten tegengestelde karakters als Bruno Taut en Paul Bonatz, die laatste werd zijn assistent en later opvolger als hoogleraar in Stuttgart.
In 1908 keerde Fischer als hoogleraar architectuur terug naar de Technische Universiteit van München, waar hij in 1901 al als docent had gewerkt en onder andere René von Schöfer was zijn assistent. In hetzelfde jaar werd hem door de Universiteit van Jena een eredoctoraat toegekend ter gelegenheid van de voltooiing van het door hem ontworpen universiteitsgebouw. In 1917 publiceerde hij zijn gedachten over een dringende hervorming van de studies in zijn Manifest für die deutsche Baukunst, waarin hij vurig pleitte voor een nieuwe vorm van opleiding voor architecten: een tweejarige theoretische opleiding aan de universiteit moest gevolgd worden door een driejarige opleiding in een ontwerpbureau onder leiding van een meester. Bruno Taut nam deze ideeën over in zijn Architektur-Programm, dat de basis vormde voor het Bauhaus-manifest.
Na de Eerste Wereldoorlog ontwierp Fischer voor München een aantal woontorens met 22 tot 27 verdiepingen, die, net als vergelijkbare projecten van zijn collega Otho Orlando Kurz, allemaal werden afgewezen. In 1928 ging hij met emeritaat. Tijdens zijn laatste periode als architect in München werd hij in die stad overtroefd door German Bestelmeyer, die opdrachten kreeg voor de uitbreiding van de Universiteit van München en het Deutsches Museum. 
Hoewel Fischer sceptisch stond tegenover het radicale karakter van het 'nieuwe bouwen', verdedigde hij deze nieuwe school tegenover de nationaalsocialisten, die het nieuwe bouwen beschouwden als een tegen de 'Duitse geest' gekeerde 'bolsjewistische kunst'. In 1932 riep Fischer op voor het behoud van het Bauhaus. In oktober 1933 hield hij een gedenkwaardige toespraak voor de Kampfbund für deutsche Kultur (KfdK) in het Stadhuis van Augsburg, die werd bijgewoond door alle nazi-kopstukken. Als gevolg daarvan werd hij, naar eigen zeggen, "opzijgezet en gehaat".

## Eerbewijzen; invloed

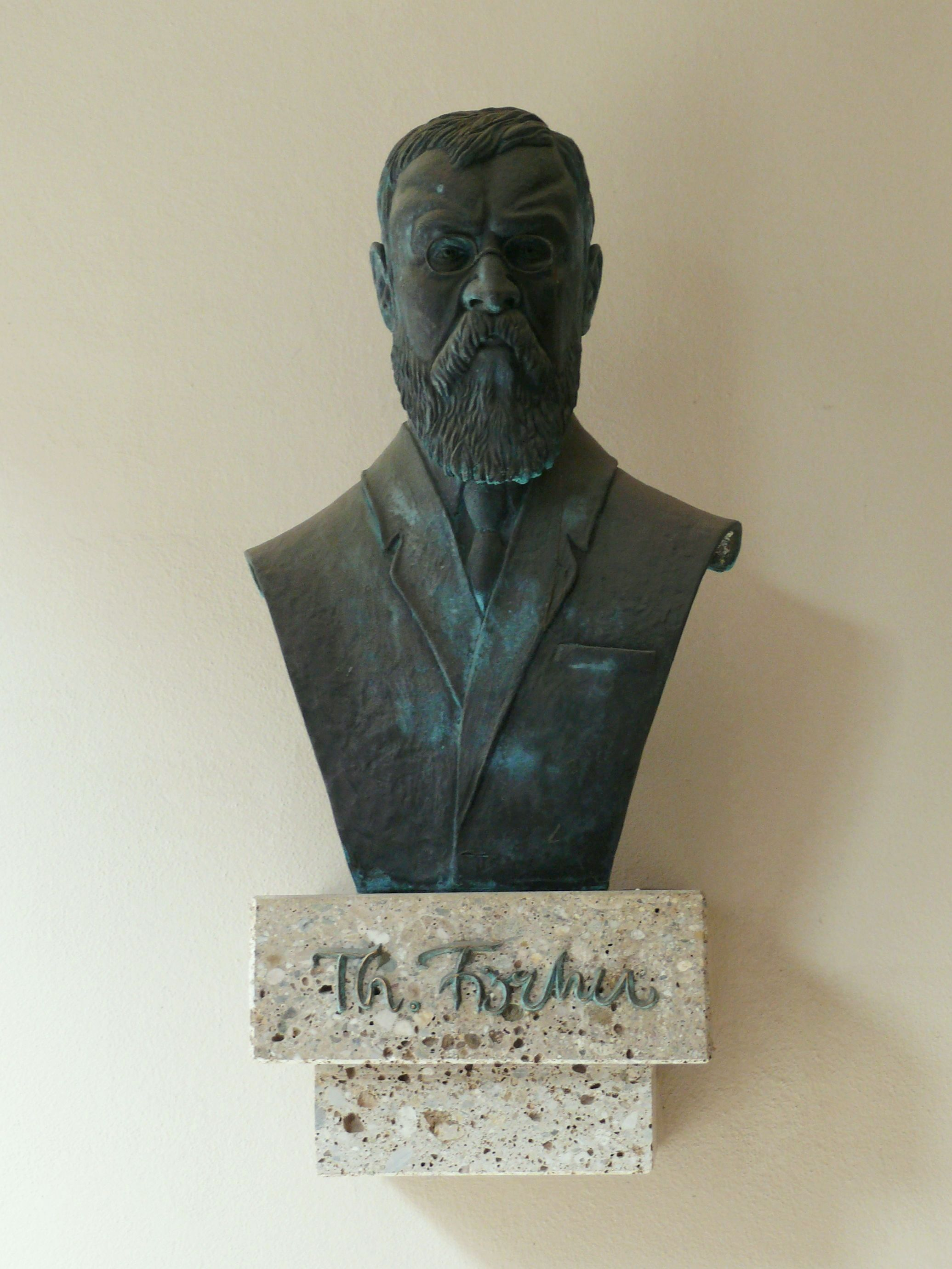
Buste van Theodor Fischer in het door hem ontworpen werklozentehuis in München

- 1908: commandeurskruis van de groothertogelijk-Saksische Orde van de Witte Valk
- 1909: eredoctoraat van de Universiteit van Jena
- 1919: lid van de Pruisische Academie voor Kunsten
- 1922: eredoctoraat van de Technische Hogeschool Stuttgart
- 1925: Beierse Maximiliaansorde voor Wetenschap en Kunst (op het gebied van de kunst)
- erelid van de Beierse Hoge Bouwautoriteit (Bayerische Oberste Baubehörde)
- Goethe-medaille voor Kunst en Wetenschap
- gouden erepenning van de deelstaathoofdstad München

Tot de bekendere leerlingen van Fischer worden gerekend: Karl Barth, Dominikus Böhm, Paul Bonatz, Ella Briggs, Martin Elsaesser, Hugo Häring, Richard Kauffmann, Ferdinand Kramer, Johannes Ludwig, Ernst May, Erich Mendelsohn, Franz Mutzenbecher, Jacobus Johannes Pieter Oud, Oskar Pfennig, Richard Riemerschmid, Franz Roeckle, Heinz Schmeißner, René von Schöfer, Otto Ernst Schweizer, Bruno Taut, Lois Welzenbacher, Heinz Wetzel en Gustav Wolf. Paul Schmitthenner ging bij Fischer aan de slag als architect en beschouwde hem als zijn geestelijke vader bij zijn onderwijs aan de Technische Hogeschool van Stuttgart. Oskar Pixis was van 1908 tot 1936 hoofd van het architectenbureau van Fischer in München-Laim. De architecten Sigurd Lewerentz, Herbert Rimpl, Willibald Braun, Siegmund von Suchodolski, Karl Stöhr en Josef Zasche werkten eveneens samen met Fischer.
In 1946 richtten enkelen van Fischers studenten, onder de indruk van de verwoestingen die de Tweede Wereldoorlog had aangericht, het Theodor-Fischer-Institut op. In een reeks lezingen, geopend door Walter Gropius, zochten ze naar oplossingen voor de wederopbouw. De erfgenamen van zijn kinderen Wilhelm Fischer (1894–1945) en Lore Wetzel (1896–1987) droegen in 1988 bij aan de eerste uitgebreide tentoonstelling van Theodor Fischer, ter gelegenheid van zijn vijftigste sterfdag, met een kritische catalogus van zijn werken in München en Stuttgart.
Het Zentralinstitut für Kunstgeschichte in München kent jaarlijks de Theodor Fischer-prijs toe, een internationale prijs voor jonge onderzoekers voor uitstekend onderzoekswerk op het gebied van de architectuurgeschiedenis van de 19e en 20e eeuw.
Naar Theodor Fischer zijn diverse straten en pleinen vernoemd, onder andere in München, Schweinfurt, Reutlingen, Pfullingen, Heilbronn, Alteglofsheim, Frankfurt am Main en Stuttgart. Eveneens naar hem vernoemd is de zogenaamde Fischerbogen, een bijzondere architectonische boogvorm die door hem werd uitgevonden.

## Werken (selectie)

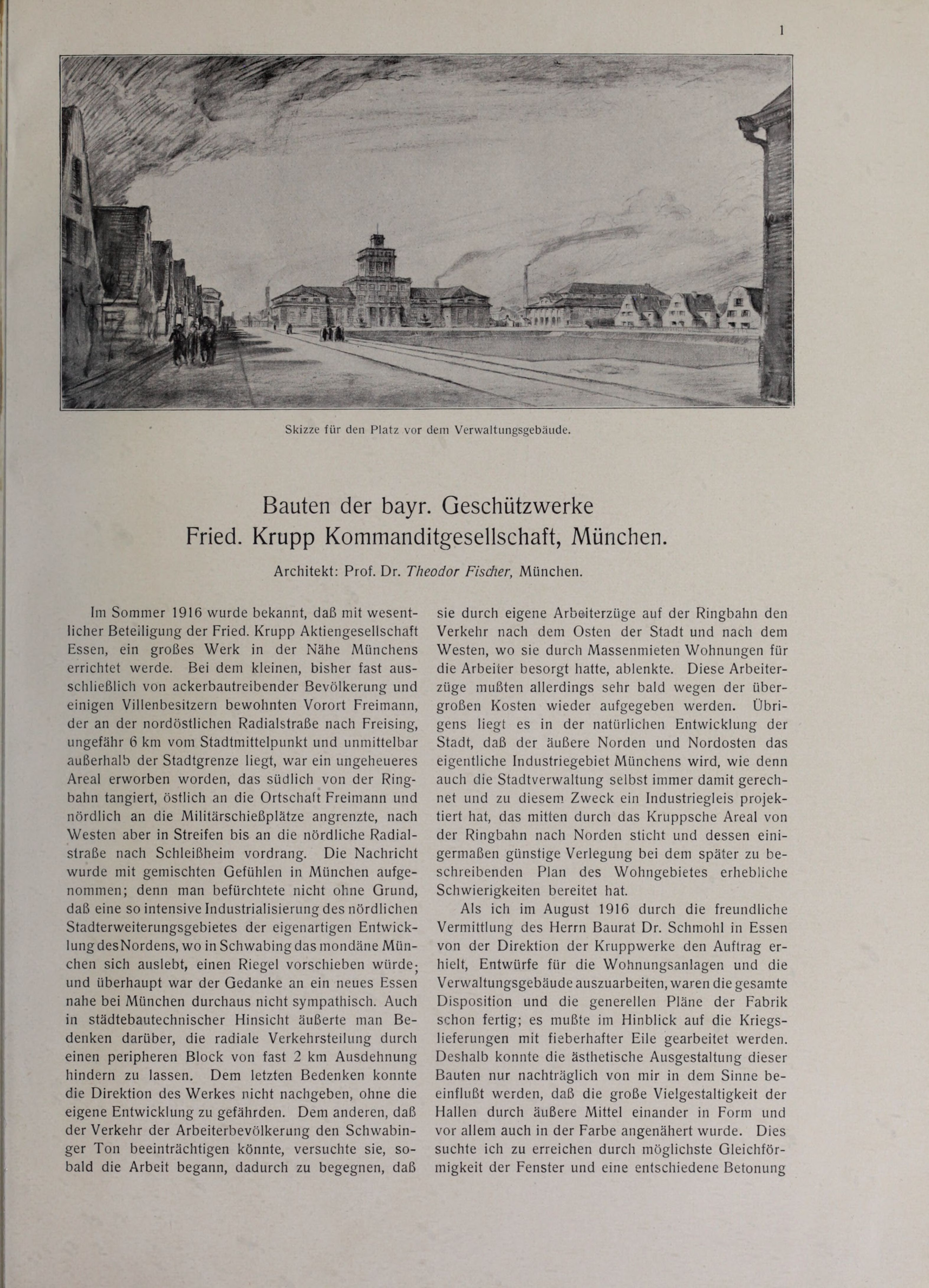
Artikel van Fischer in Öffentliche Bauten (1922)

### Bouwwerken
De lijst bevat de voltooide bouwwerken van Fischer, gerangschikt in chronologische volgorde, volgens het jaar waarin de eerste schetsontwerpen werden gemaakt. De daadwerkelijke bouw werd deels later uitgevoerd, een aantal projecten werd door andere architecten uitgevoerd.
- 1894: woonhuis in München-Neuhausen-Nymphenburg
- 1896–1899: Bismarcktoren in Berg-Assenhausen (Starnberger See)

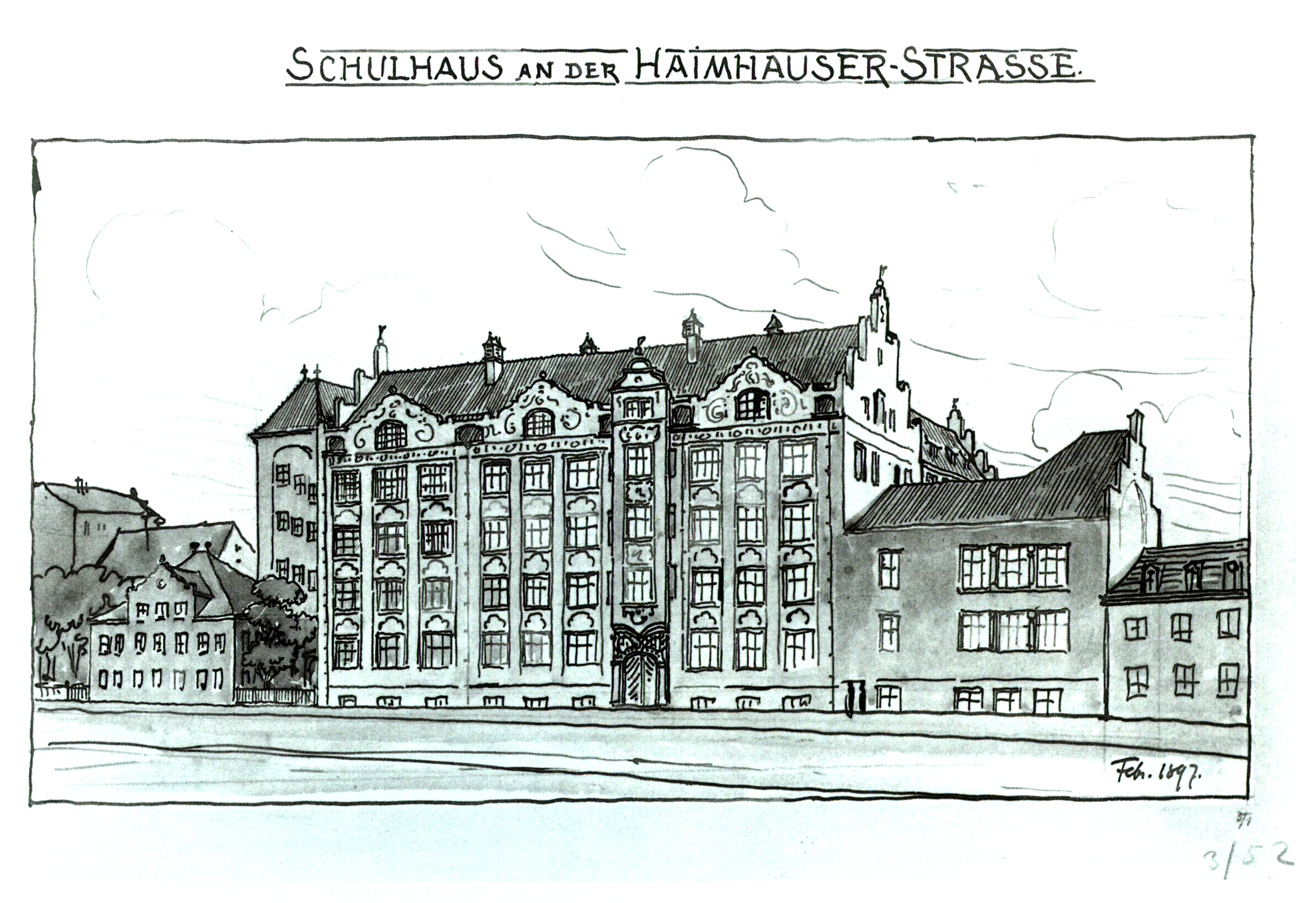
Ontwerptekening van Fischer voor de lagere school aan de Haimhauserstraße in München, 1897

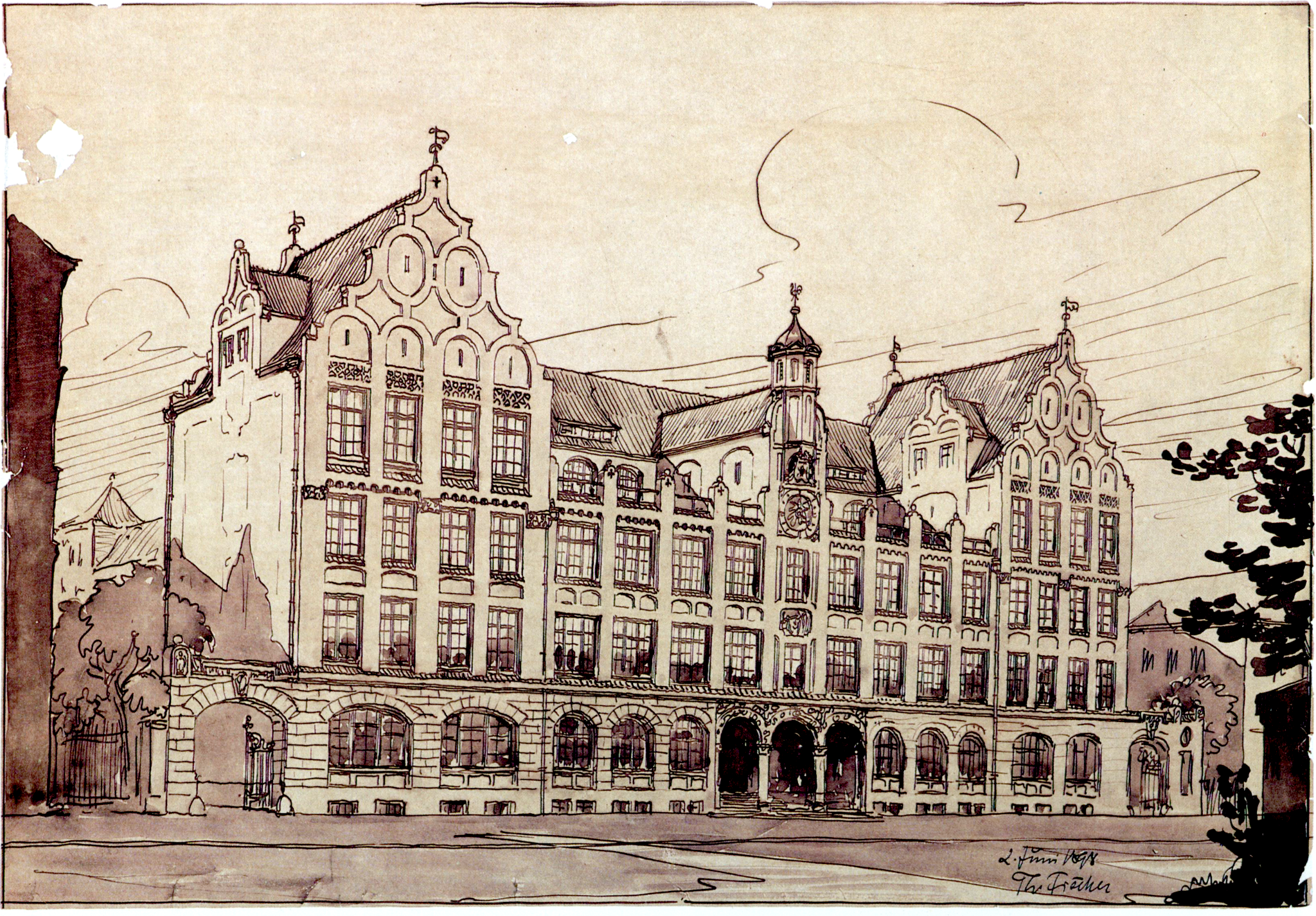
Ontwerptekening Städtisches Luisengymnasium in München, 1898

- 1897: lagere school aan de Haimhauserstraße in München
- 1898: bouwplan van het Dreimühlenviertel in München
- 1898: woonhuis Wunderlich in Stuttgart
- 1898: woonhuis Seifert in Würzburg
- 1898-1900: Städtisches Luisengymnasium, Luisenstraße, in München
- 1899: basisschool aan de Guldeinstraße in München
- 1899: ambachtsschool aan de Luisenstraße in München
- 1899–1901: Kerk van de Verlosser in München-Schwabing
- 1900: basisschool aan de Elisabethplatz in München
- 1900: Münchner Marionettentheater aan de Blumenstraße in München
- 1900–1901: Luitpoldbrug in München
- 1900 woonhuis Riemerschmid in München-Pasing-Obermenzing
- 1901: uitbreiding van de protestantse kerk in Wolfratshausen
- 1901: Gebsattelbrücke in München
- 1901: Sint-Stephanuskerk in Oberbessenbach (Landkreis Aschaffenburg)
- 1901: woonhuis Riemerschmid in Starnberg

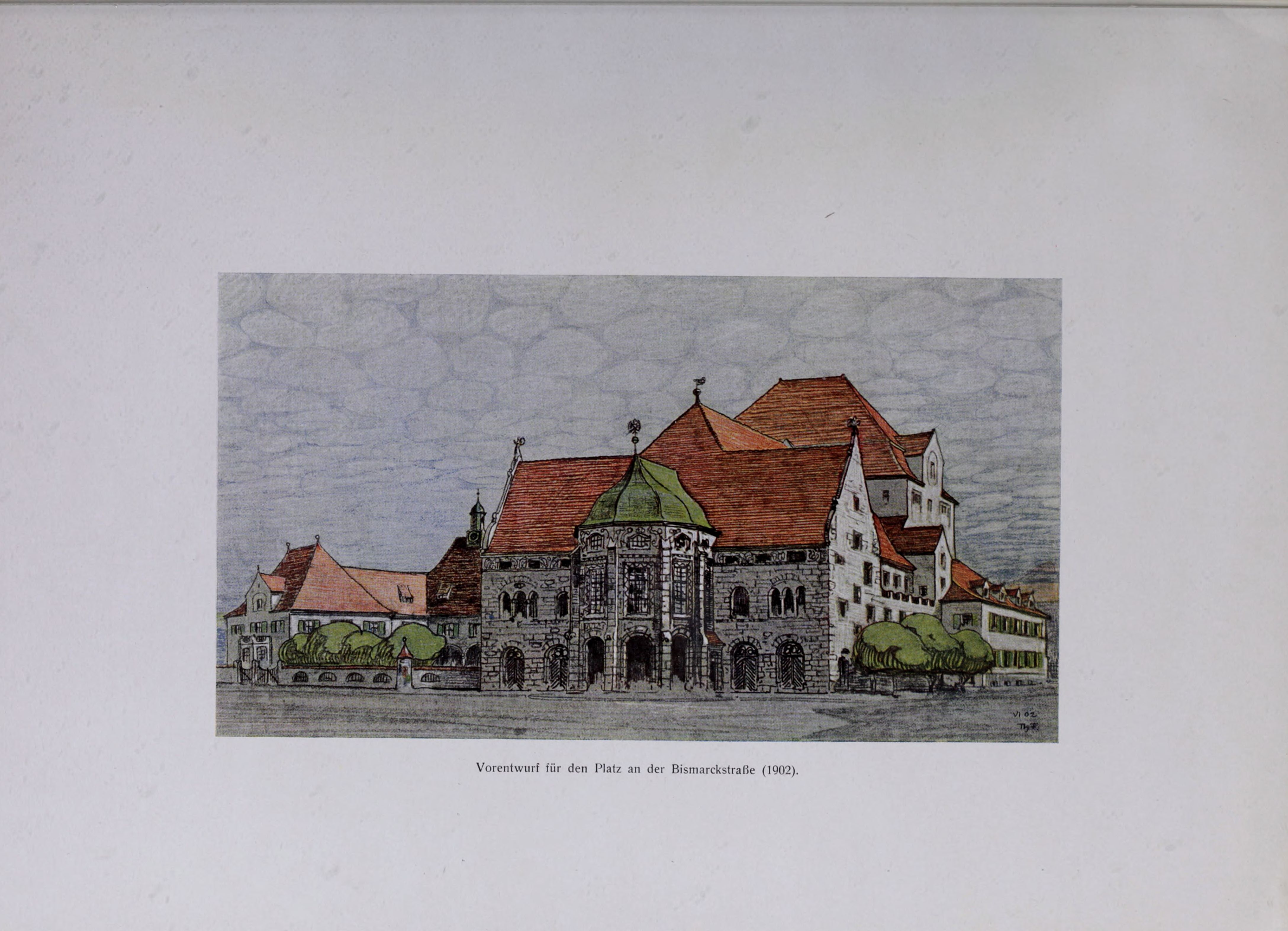
Ontwerptekening Altes Theater, Heilbronn, 1902 (afgedrukt in: Öffentliche Bauten, 1922)

- 1902: Altes Theater in Heilbronn (gebouwd 1911-1913, gesloopt 1970)
- 1902: Max-Joseph-brug in München
- 1902: basisschool in Rothenburg ob der Tauber
- 1902: lijkenhuis in Rothenburg ob der Tauber (niet uitgevoerd)
- 1902–1904: Wittelsbacherbrug in München
- 1902–1905: Evangelische Kerk (met jugendstilelementen) in Gaggstatt
- 1903: Huis Zeller in Stuttgart (verwoest in de Tweede Wereldoorlog)
- 1903: lutherse pastorie in München-Perlach
- 1903–1915: fabrieksnederzetting Gmindersdorf in Reutlingen
- 1904: postkantoorgebouw in Friedrichshafen
- 1904: pakhuis in Stuttgart-Ostheim
- 1904–1907: Pfullinger Hallen (turnhal) in Pfullingen
- 1904: woonhuis "Erlenhof" bij Pfullingen
- 1904: reconstructie van het treinstation in Plochingen
- 1904: Landesbank in Stuttgart
- 1904: arbeidershuizen Weberstrasse 7 en 9, Leonhardstrasse 11 (oude huisnummers) in Stuttgart

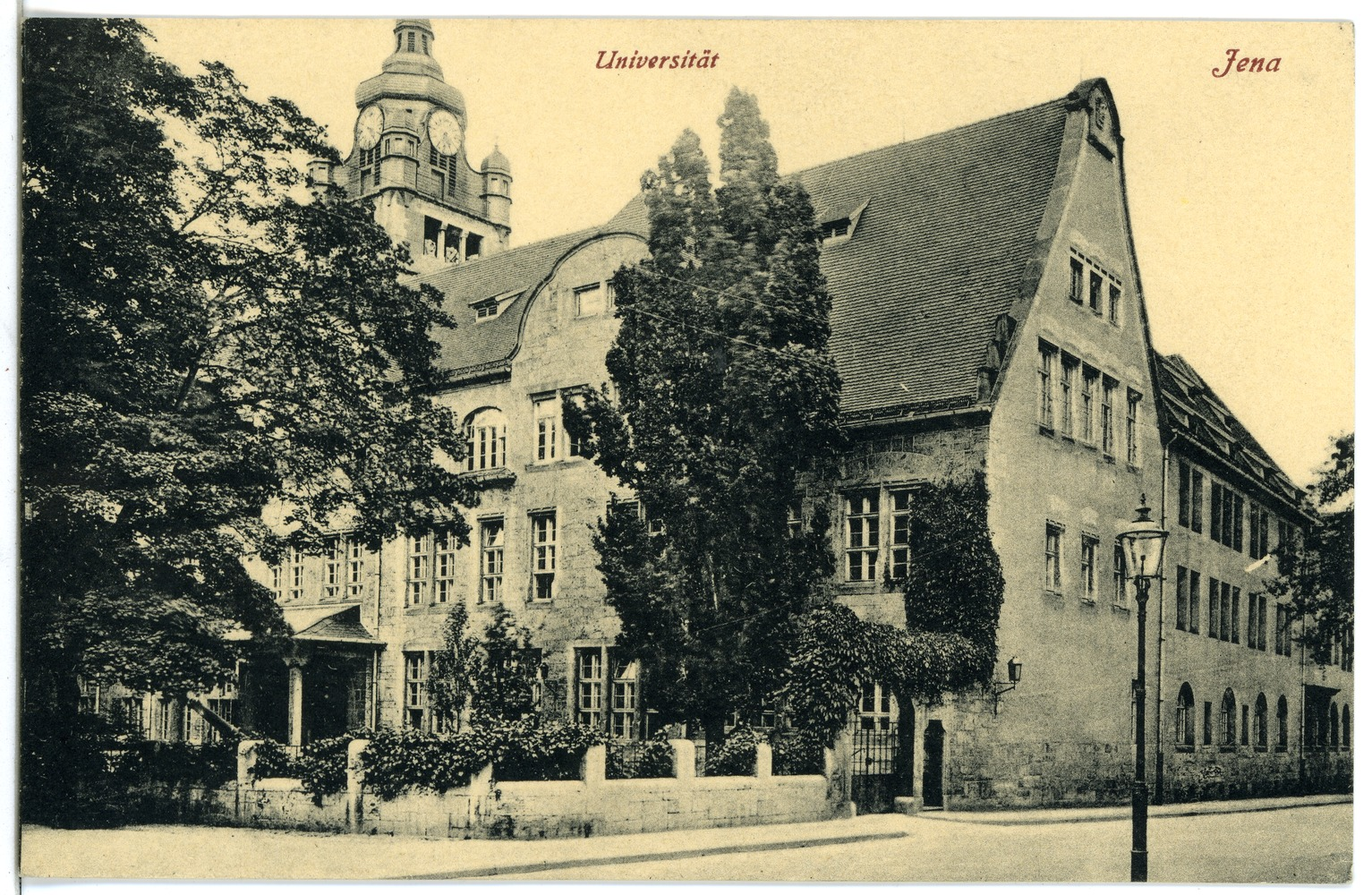
Ansichtkaart van het hoofdgebouw van de Friedrich-Schiller-Universität Jena, kort na de bouw, ca. 1919

- 1904–1908: hoofdgebouw van de Friedrich-Schiller-Universität Jena
- 1905: woonhuis in Kiel
- 1905: basisschool aan de Hirschbergstraße in München
- 1905: Schönbergturm boven het Echaztal bij Pfullingen
- 1905: Gustav-Siegle-Haus in Stuttgart (gebouwd 1910-1912, verwoest in de Tweede Wereldoorlog en herbouwd 1953-1954 door Martin Elsaesser)
- 1905–1913: gemeenschapscentrum "Cornelianum" in Worms (verwoest)

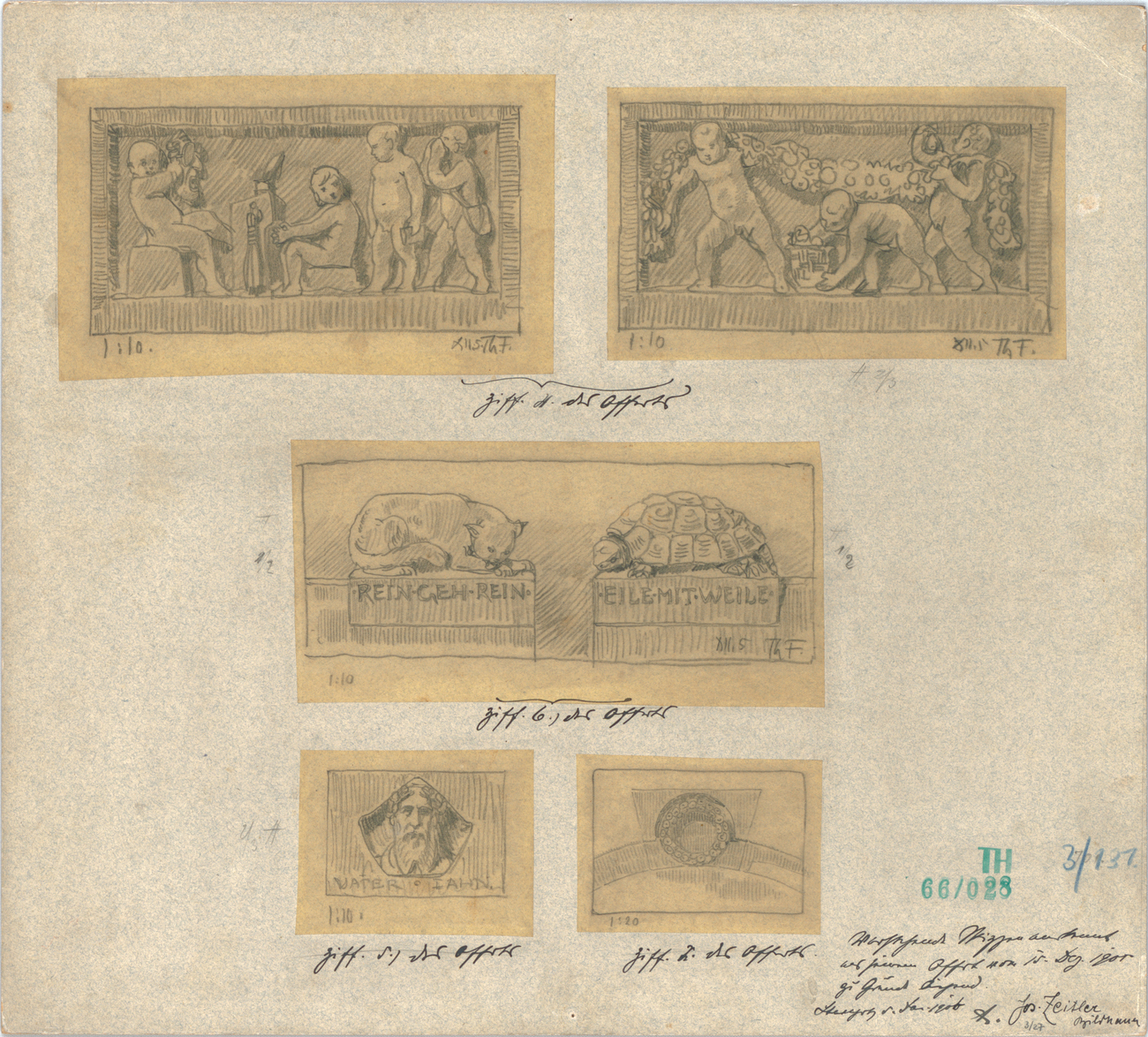
Ontwerptekening van Fischer voor reliëfs voor de Heusteigschule in Stuttgart, 1905

- 1905-1906: Heusteigschule in Stuttgart
- 1906: basisschool in Binsdorf (Württemberg)
- 1906: arbeidershuizen in Pfullingen
- 1906: arbeiderswoonhuis Leonhardstraße 13 in Stuttgart
- 1906: krantenkiosk in Stuttgart
- 1906-1908: Erlöserkirche in Stuttgart
- 1906–1909: renovatie van de Johanniskirche in Brackenheim
- 1907: restaurant in het Konversationshaus in Baden-Baden
- 1907: woonhuis in Friedrichshafen-Fischbach (Bodensee)
- 1907: basisschool in Friedrichshafen (Bodensee)
- 1907: basisschool in Höfen an der Enz
- 1907: studentenhuisvesting "Seeburg" in Kiel
- 1907: hogere meisjesschool in Sondershausen

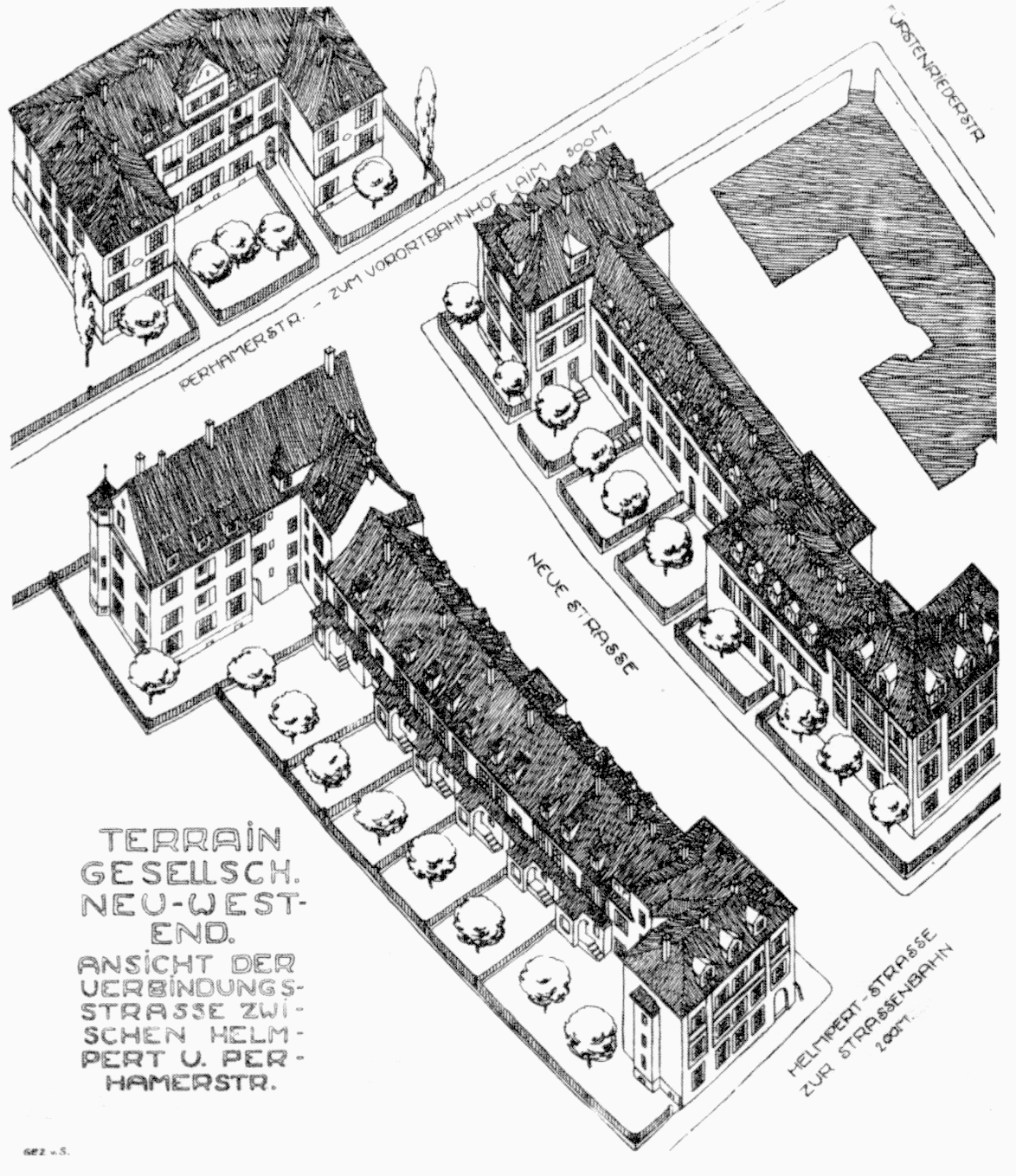
Ontwerp Perhamerstraße-Stadtlohner straße ("neue Strasse"), München-Laim, 1907-1909

- 1907-1909: bouwplan Perhamerstraße-Stadtlohner straße in München-Laim

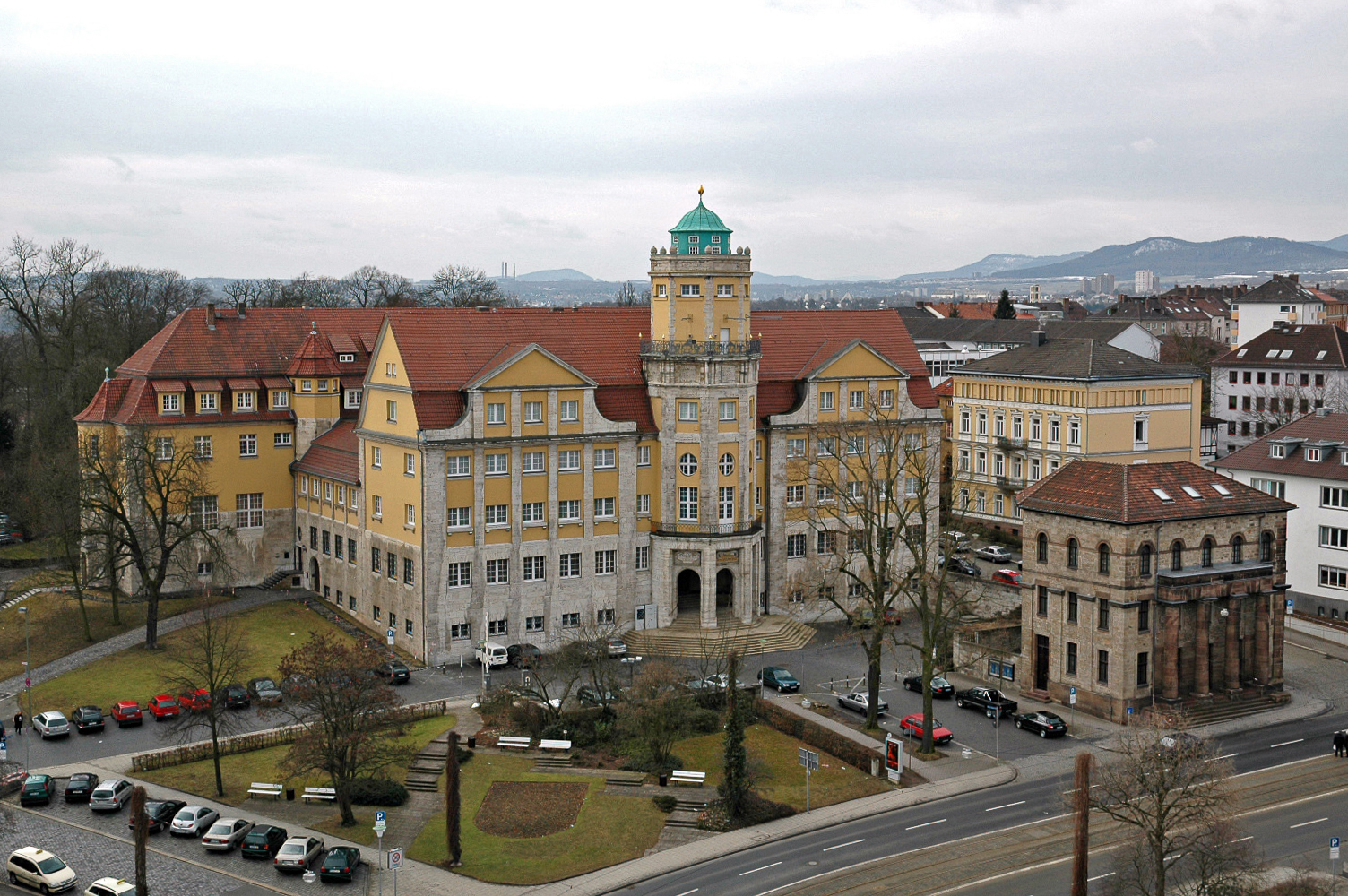
Hessisches Landesmuseum in Kassel

- 1907–1912: Hessisches Landesmuseum in Kassel
- 1908: bankgebouw in Freudenstadt
- 1908: Camsdorferbrug in Jena
- 1908–1910: Pauluskirche (protestantse garnizoenskerk) in Ulm
- 1909: eengezinswoningen in de tuinstad Hellerau bij Dresden
- 1909: huis van de studentenvereniging "Germania" in Jena
- 1909: basisschool en gebedsruimte in Lana (Zuid-Tirol)
- 1909: eengezinswoningen in München-Neuwittelsbach
- 1909: woongebouw in Schweinfurt
- 1909-1910: woningbouwproject "Neu-Westend" in München, Camerloherstraße, Aindorfer Straße, Jörgstraße en Guido-Schneble-Straße
- 1909–1913: kunstgebouw in Stuttgart (na oorlogsschade in 1956–1961 in gewijzigde vorm heropgebouwd door Paul Bonatz en Günther Wilhelm)
- 1909-1915: politiebureau in München
- 1910: woonhuis in Tübingen
- 1910: postkantoor in Hall in Tirol
- 1910: woonhuis Glöckle in Schweinfurt
- 1911: arbeidershuizen in Limburgerhof (Pfalz)
- 1911: eengezinswoningen Gunzenlehstraße in München-Laim
- 1911: buitenhuis van Fischer in Icking-Schlederloh (Isartal)
- 1912–1914: kasteel in Forbach (Moselle)
- 1912–1915: Museum Wiesbaden in Wiesbaden
- 1912–1915: kantoorgebouw verzekeringsmaatschappij voor de suikerindustrie (Asekurační spolek průmyslu cukrovarnického) in Praag-Nové Město
- 1913: woonhuis in Kassel
- 1913: Evangelische noodkerk in München-Laim (tegenwoordig INTERIM-Theater)
- 1913: woonhuis in Traunstein (Oberbayern)

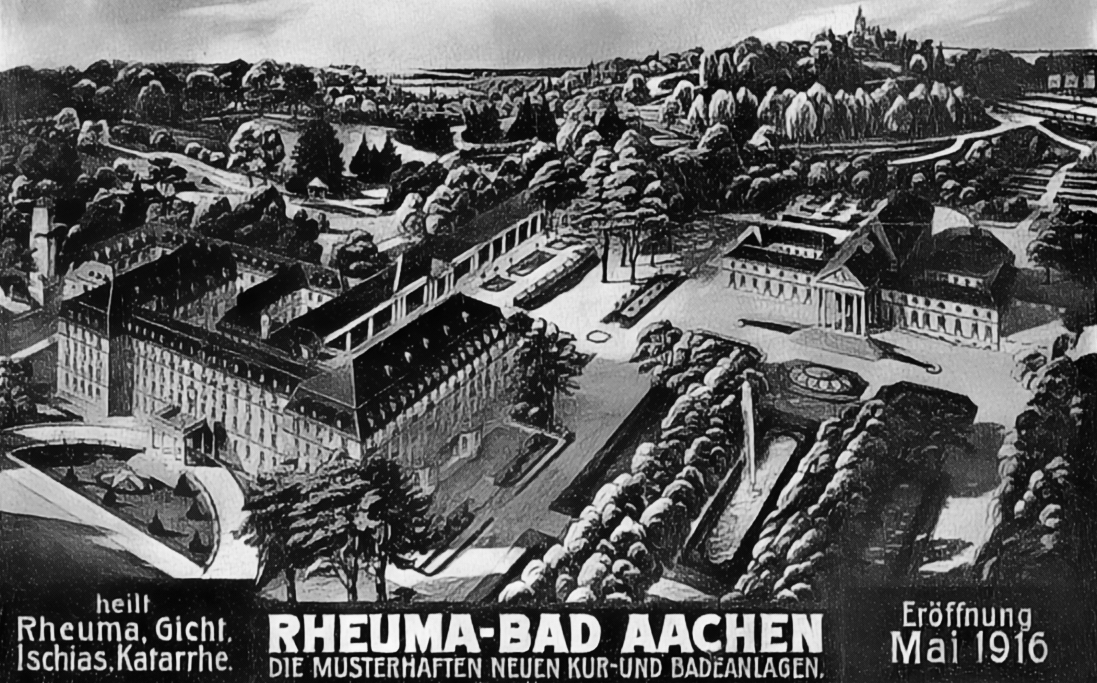
Reclameprent Parkhotel Quellenhof en Neues Kurhaus in Aken, 1916

- 1913-1916: Parkhotel Quellenhof en Neues Kurhaus, Aken (samen met Karl Stöhr; monument)
- 1914: landbouwwinterschool in Fürth
- 1914: hoofdpaviljoen van de Kölner Werkbundausstellung in Keulen
- 1914: Volksschule in Landau in der Pfalz
- 1914–1915: verbouwing voormalige Augustijnenkerk in München ("Weißer Saal"; trappartij in het koor)
- 1916: huishoudschool in Lindenberg im Allgäu
- 1916: "Gasthof zum Rößle" in Lindenberg im Allgäu

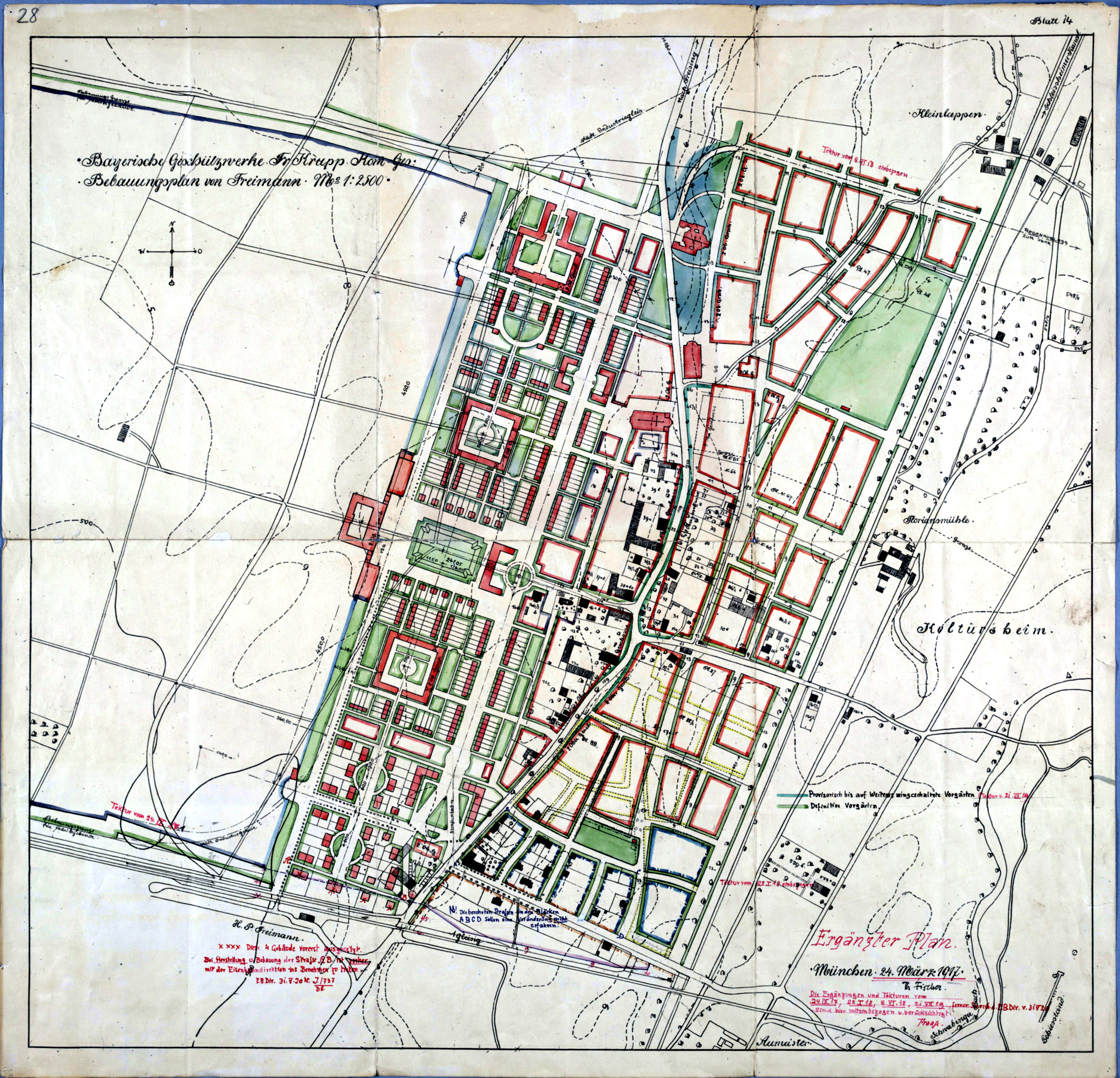
Ontwerptekening van Fischer voor de Bayerische Geschützwerke Fried. Krupp KG in München-Freimann. Van het plan is alleen de kantine gerealiseerd (inmiddels gesloopt)

- 1916: kantine voor Bayerische Geschützwerke Fried. Krupp KG in München-Freimann (gesloopt)
- 1918: woonhuis in Blaichach
- 1918: woningbouw en café voor een woningbouwvereniging in Marktredwitz
- 1918: woningbouw voor een woningbouwvereniging in Nördlingen
- 1919: woonhuis in München-Bogenhausen
- 1919: woningbouw voor de Bauverein Schweinfurt in Schweinfurt
- 1919: silo "Mühlturm" in Bad Tölz
- 1919–1930: woonwijk "Alte Heide" in München-Nordschwabing
- 1921: verbouwing gemeentehuis in Nördlingen
- 1921: woonhuis in Bad Orb
- 1921–1928: bankgebouw Sparkasse in Würzburg
- 1923: kantoorgebouw bij fabriek in Schweinfurt
- 1924: stadsvilla voor Abraham Adelsberger in Neurenberg
- 1924: landbouwschool in Kaufbeuren
- 1925–1926: Evangelische Waldkirche in Planegg (uitwerking bouwtekeningen)
- 1925: woonhuis in Sonthofen
- 1925: Evangelische Kirche met ontmoetingszaal in München-Laim
- 1925: landbouwschool in Nördlingen
- 1926: woonhuis in Bamberg
- 1926: ontwerp eerste uitbreidingsplan van Augsburg
- 1926–1927: werklozentehuis (Ledigenheim) in München
- 1926–1928: Christuskirche in Gauting
- 1928: Kunsthaus Goethestraße in München
- 1928: garage en autorijschool in München
- 1928: woonhuis Luisenstraße in München
- 1928: handelsloods in Bad Tölz
- 1928–1929: kantoorgebouw Rhein-Main-Donau AG in München, thans onderdeel van hoofdkantoor Allianz (met Jakob Pfaller)
- 1935: uitbreiding brouwerij Löwenbräu in München

Bovendien verwierf Fischer in 1908 het vervallen bedrijfspand aan de Agnes-Bernauer-Straße in München, dat onder de Beierse keurvorst Maximiliaan II Emanuel was gebouwd, en dat hij ingrijpend liet renoveren. In de bijgebouwen was het ontwerpbureau van Fischer gevestigd. Het "Laimer Schlössl" is tegenwoordig een van de bezienswaardigheden van München-Laim.

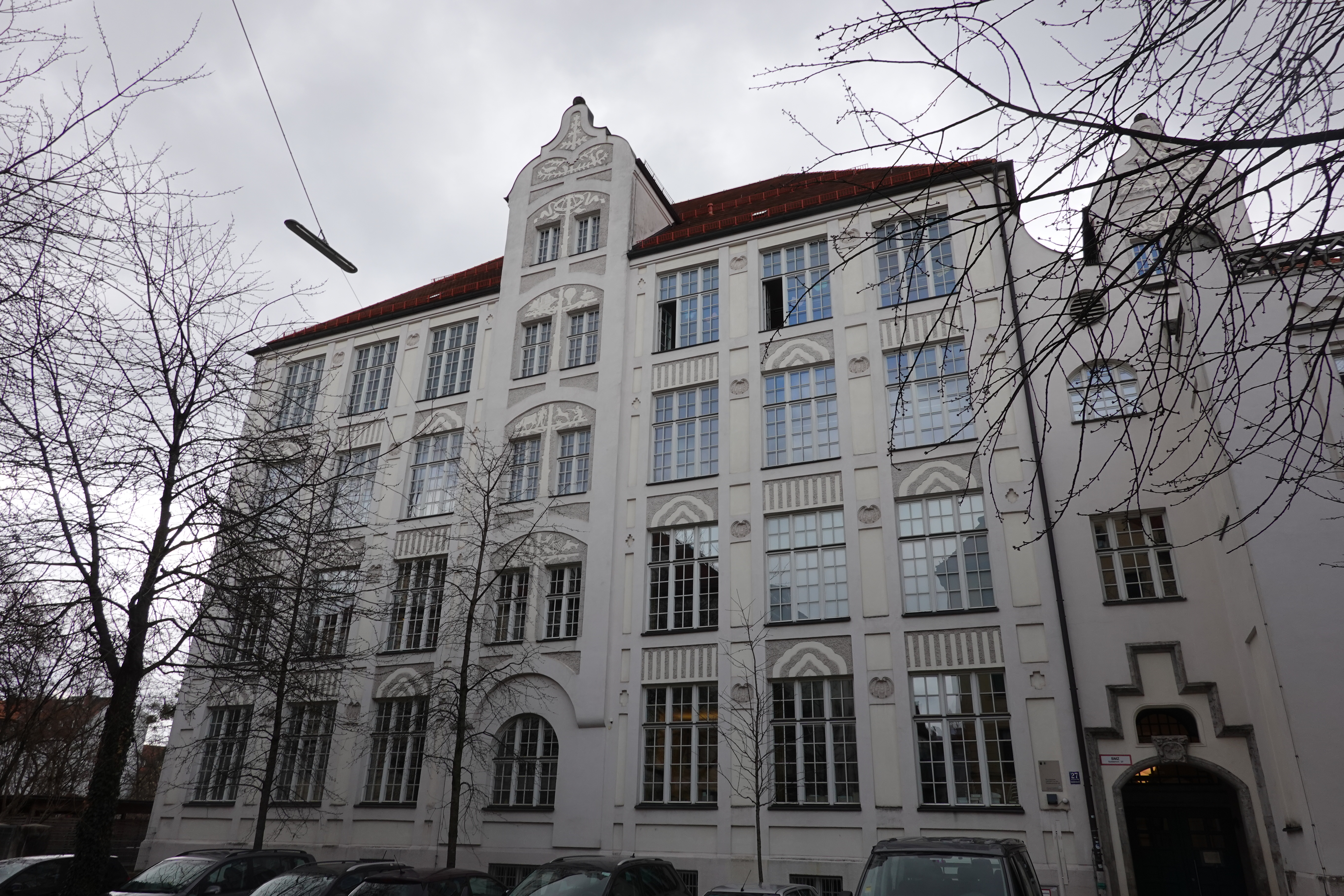
Volksschule Guldeinstraße, München
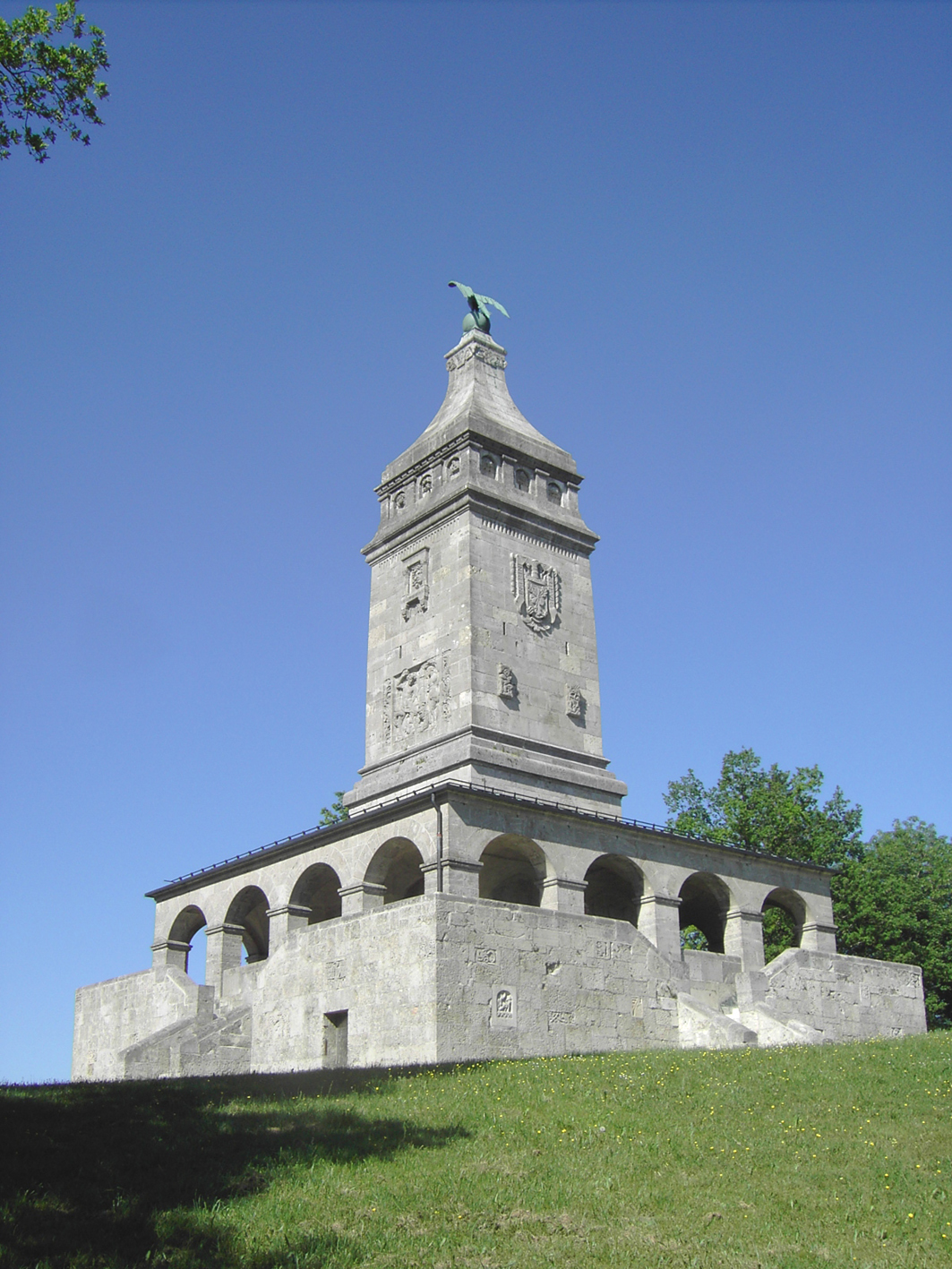
Bismarcktoren, Starnberger See
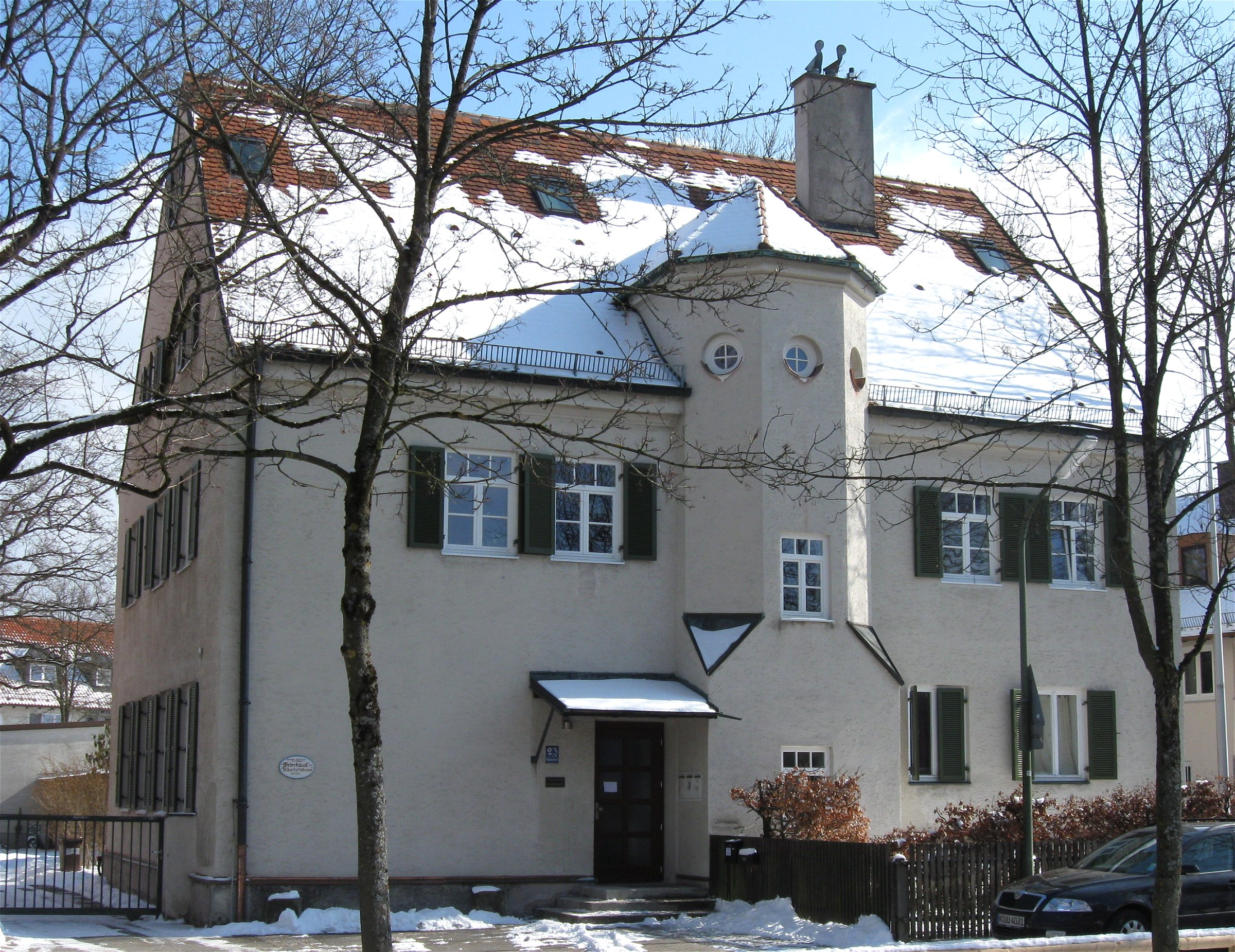
Lutherse pastorie, München-Perlach
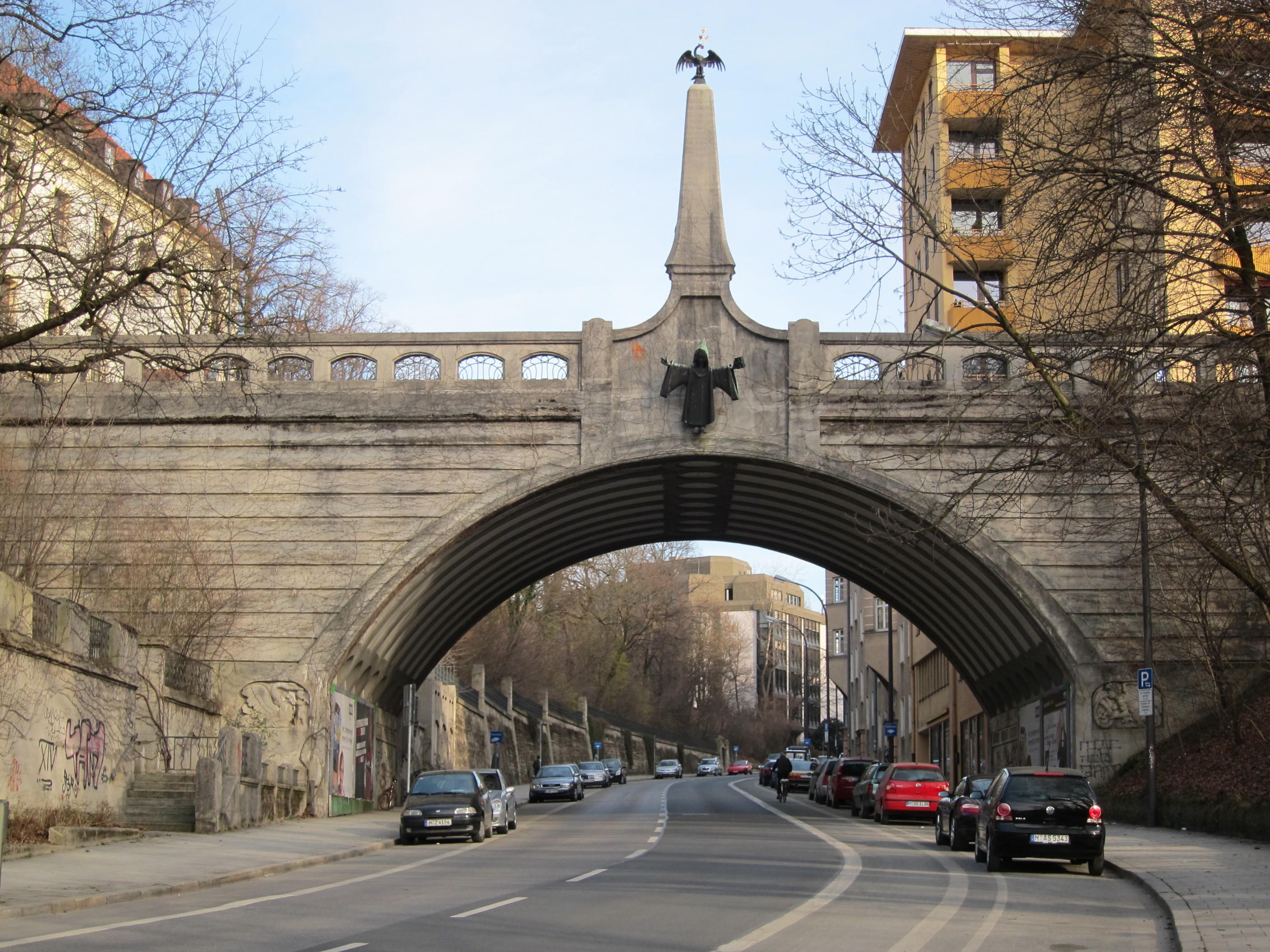
Gebsattelbrücke, München
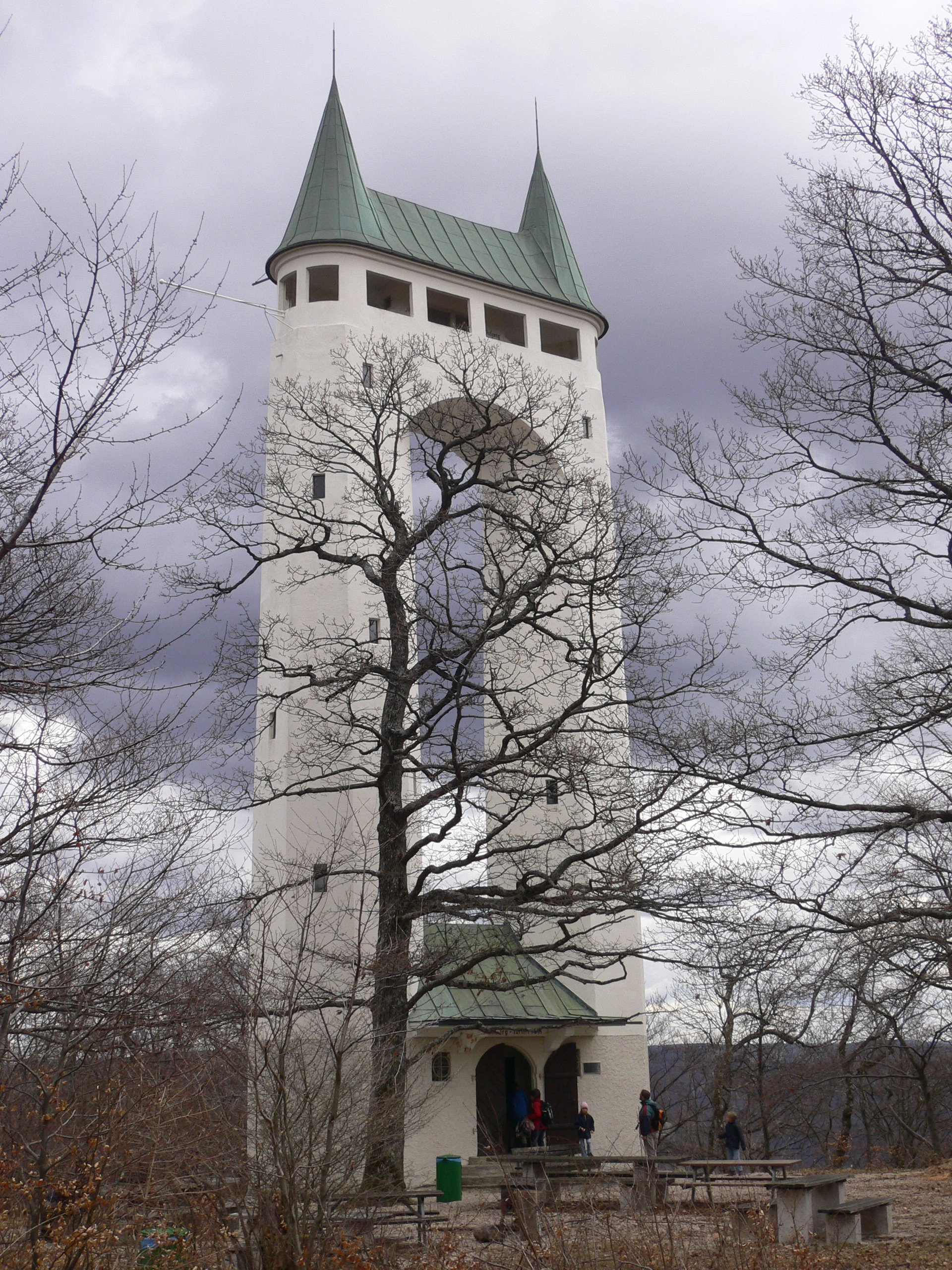
Schönbergturm, Pfullingen
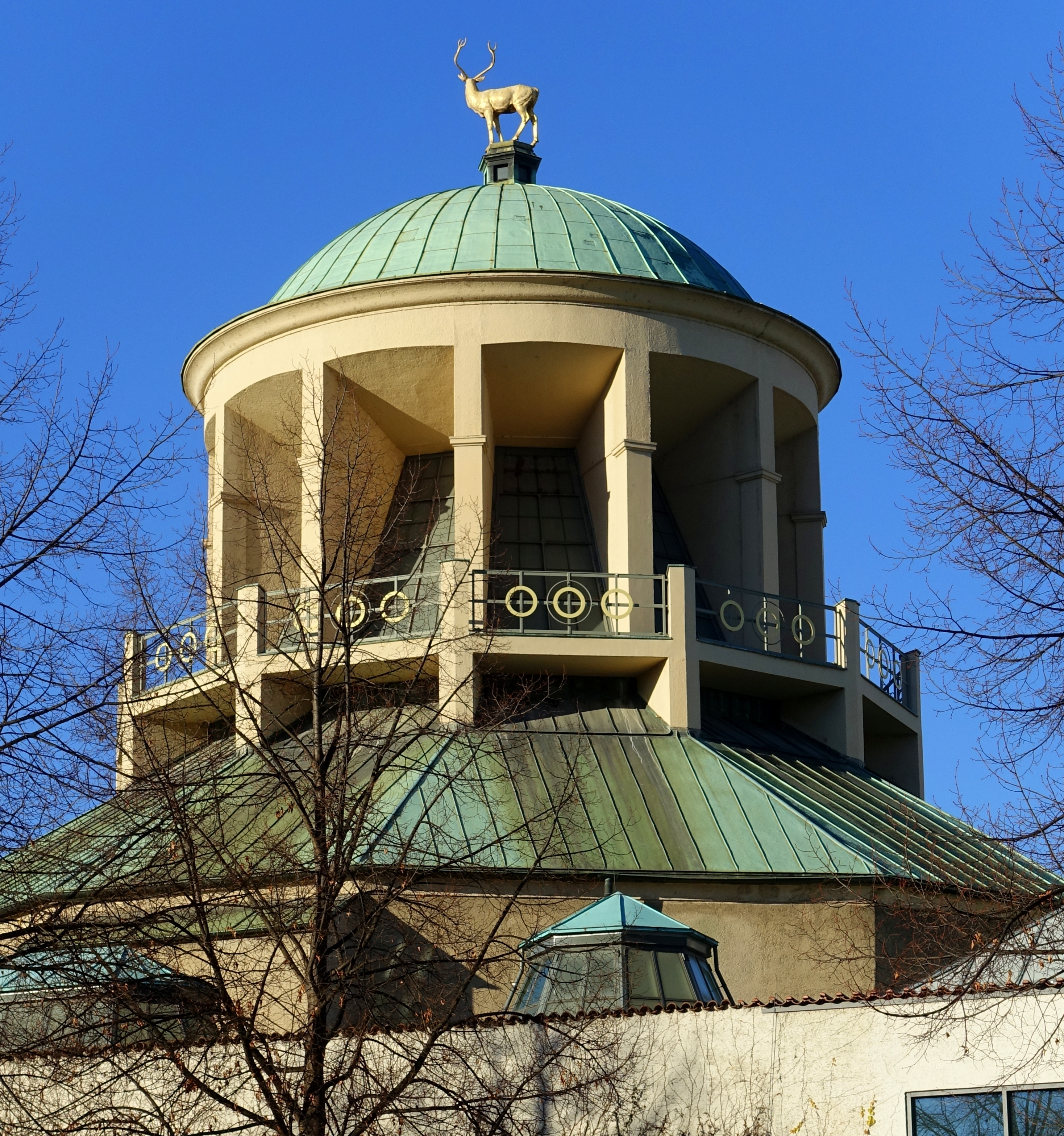
Kunstgebouw, Stuttgart
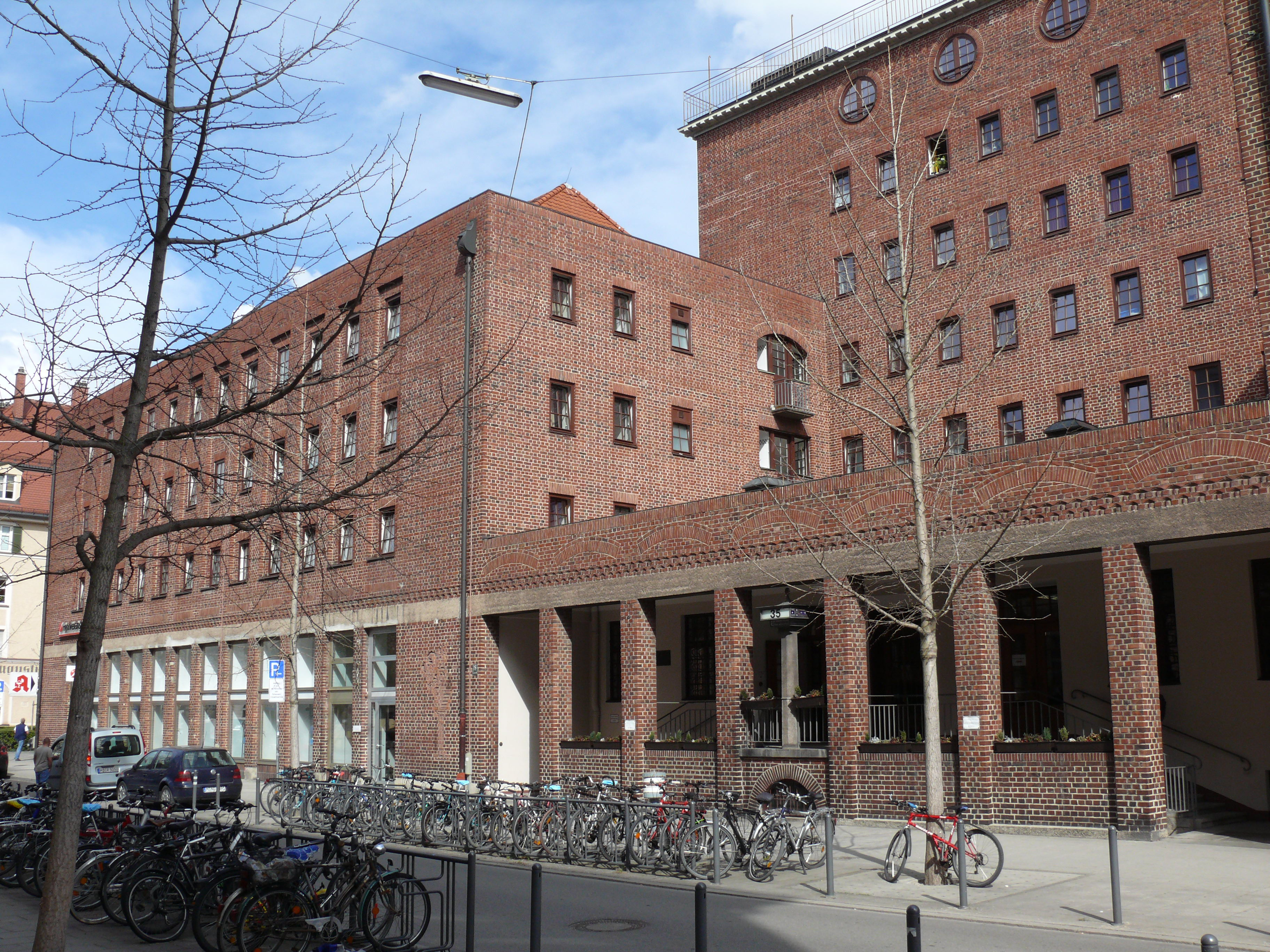
Werklozentehuis, München

### Fonteinen, grafmonumenten en overige monumenten
- 1895: familiegraf Fischer, Schweinfurt
- 1897: Reiherbrunnen, München-Au
- 1901: Winthirbrunnen (verwoest tijdens de Tweede Wereldoorlog), München-Neuhausen
- 1902: monument voor de 100e verjaardag van de opname van Schweinfurt in Beieren, Schweinfurt
- 1903: mausoleum van de familie Weinmann, Berg-Leoni

- 1904: Rückertbrunnen, Erlangen

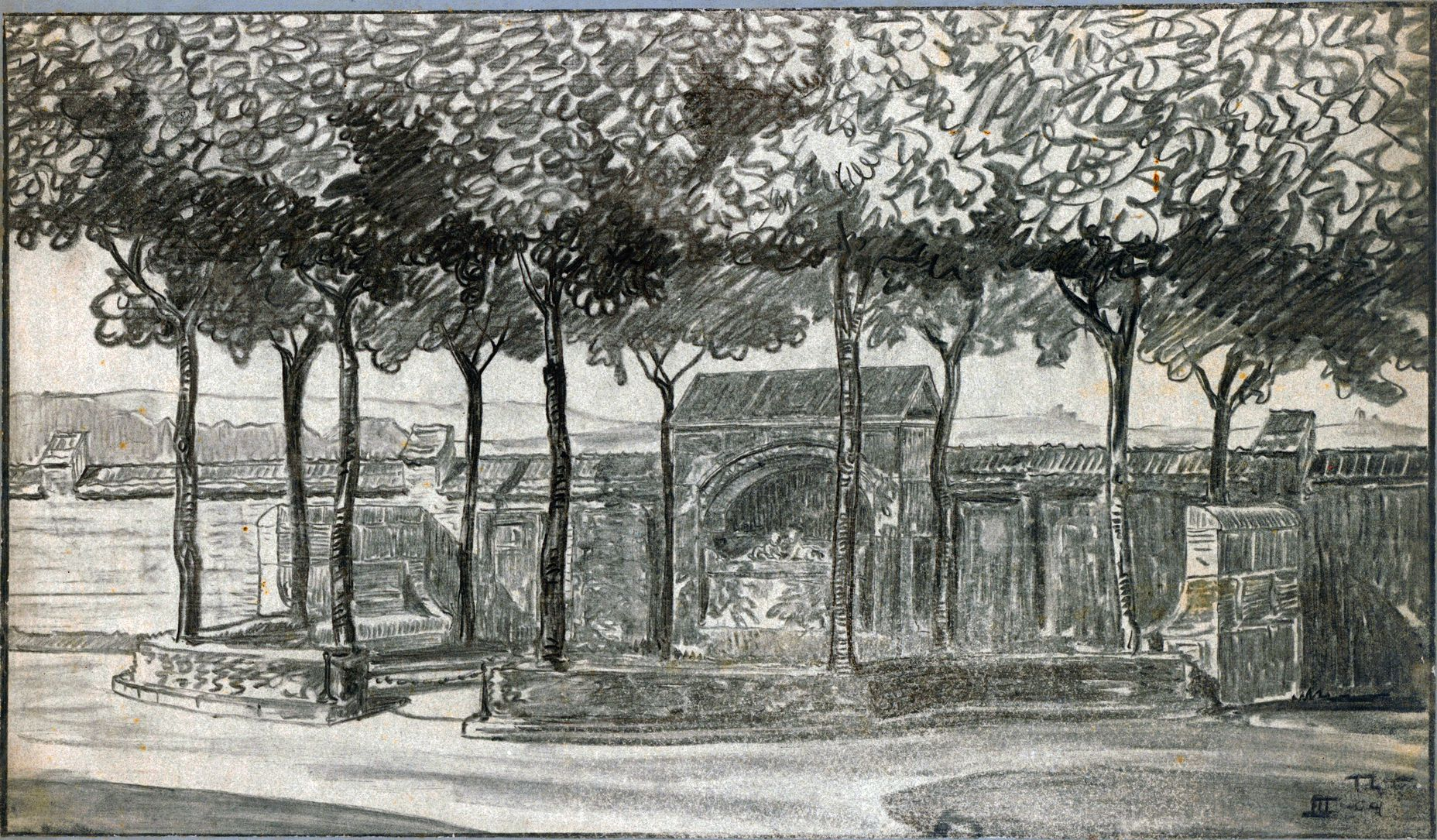
Grafmonument Schön, Worms (tekening van Theodor Fischer)

- 1904: grafmonument Schön (tekening van Theodor Fischer), Worms
- 1908: fontein bij Bismarcktoren in Berg-Assenhausen (Starnberger See)
- 1909: grafmonument voor Hermann Staigmüller, Pragfriedhof, Stuttgart
- 1911: Bismarckmonument Prinzregentenufer, Neurenberg
- 1912: ontwerp voor een grafmonument voor Adolf von Wilbrandt?, Tübingen
- 1914: grafmonument voor Rudolf von Scharpff, Pragfriedhof, Stuttgart
- 1915: grafmonument voor Erwin Rohde, Heidelberg
- 1916: oorlogsmonument in Saverne (voorheen Zabern, Elzas)
- 1917: grafmonument in Schweinfurt
- 1918: ontwerp grafmonument voor Lisbeth Wilbrandt-Koller, Tübingen
- 1921: grafmonument voor Siebeck, Tübingen
- 1921: Ulanendenkmal, Ulanenplatz, Bamberg (bronsfiguur door Konrad Roth)
- 1925: oorlogsmonument in Schweinfurt
- 1925: grafmonument in Worms

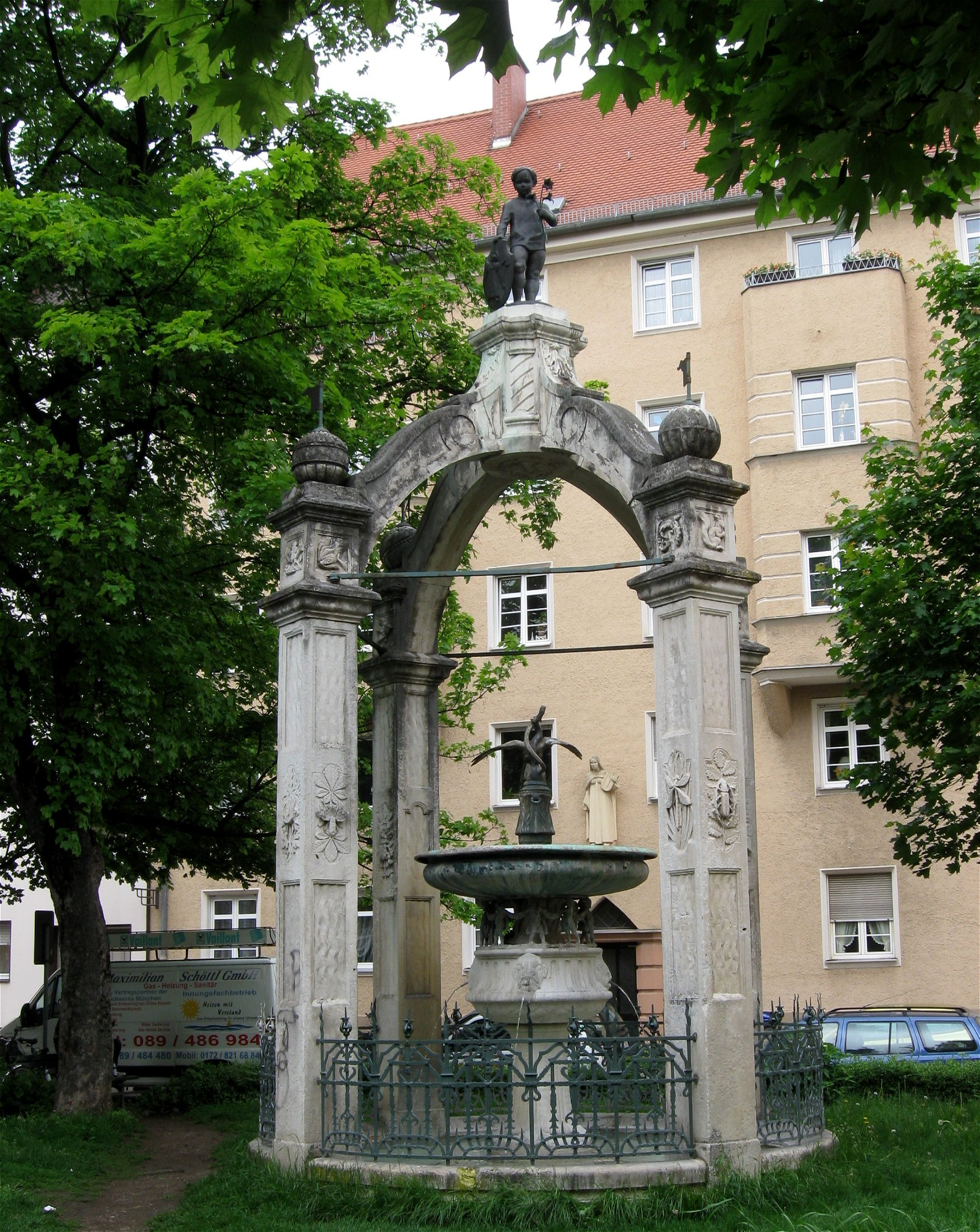
Reiherbrunnen, München-Au
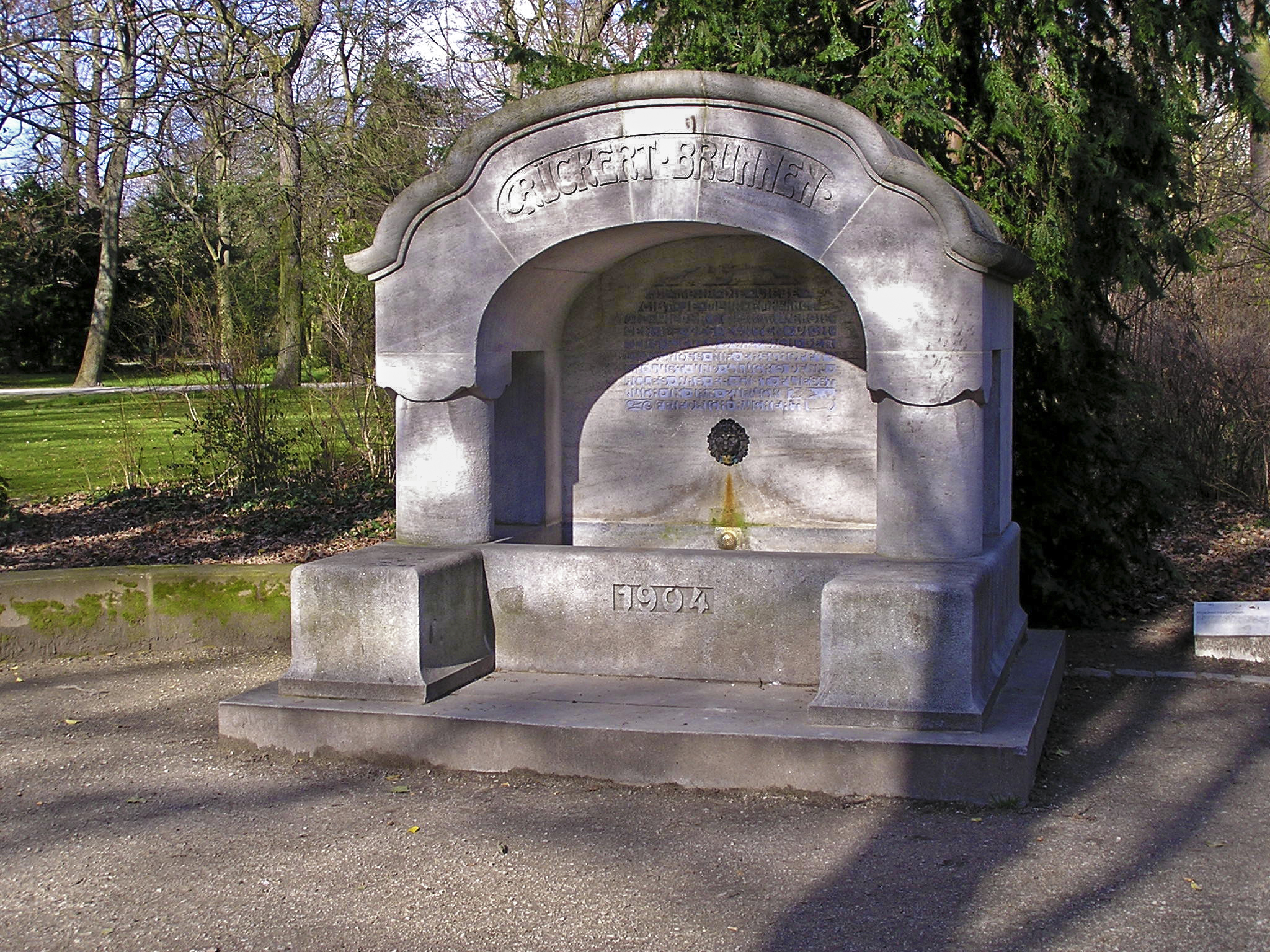
Rückertbrunnen, Erlangen
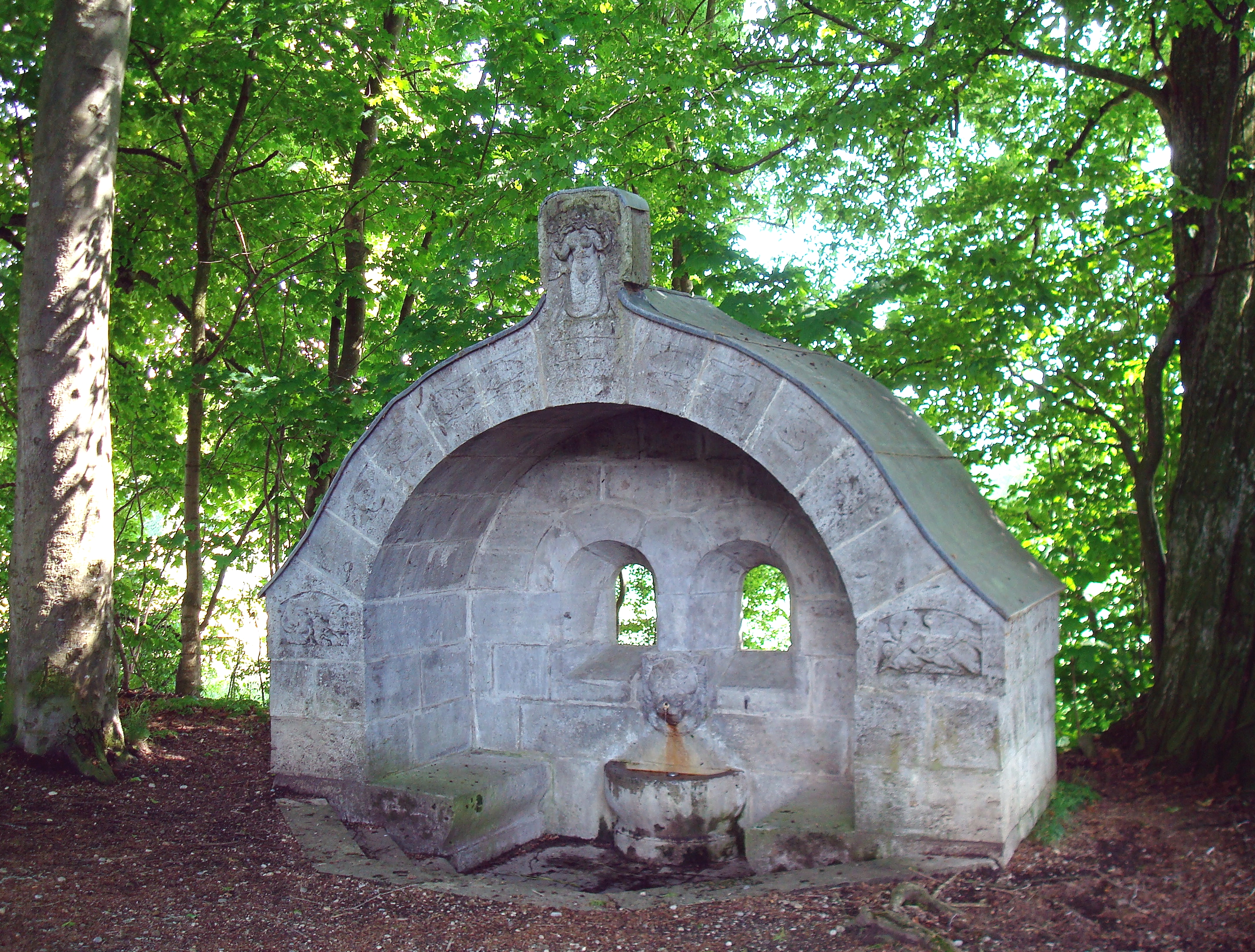
Fontein Bismarckturm, Assenhausen
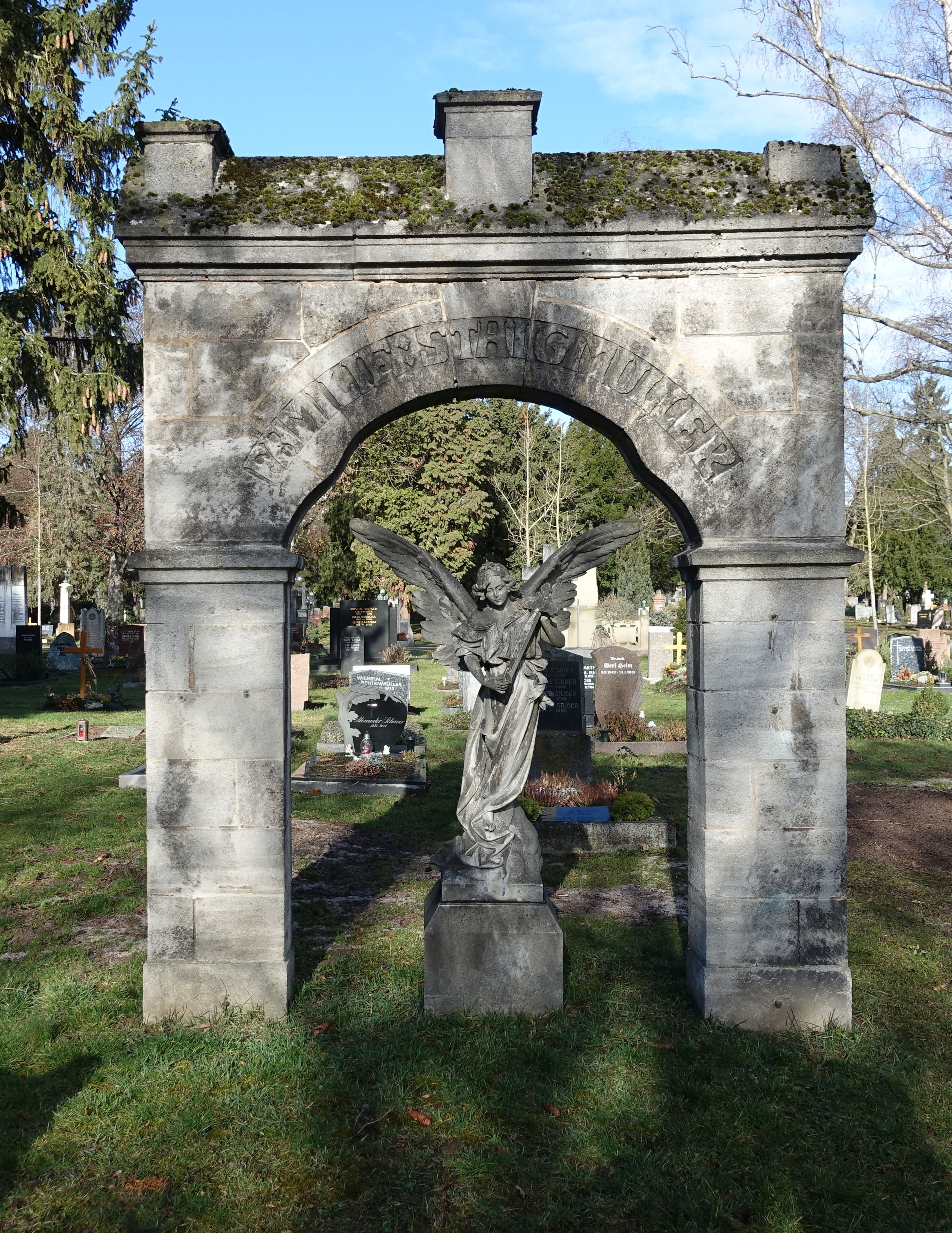
Grafmonument Staigmüller, Stuttgart
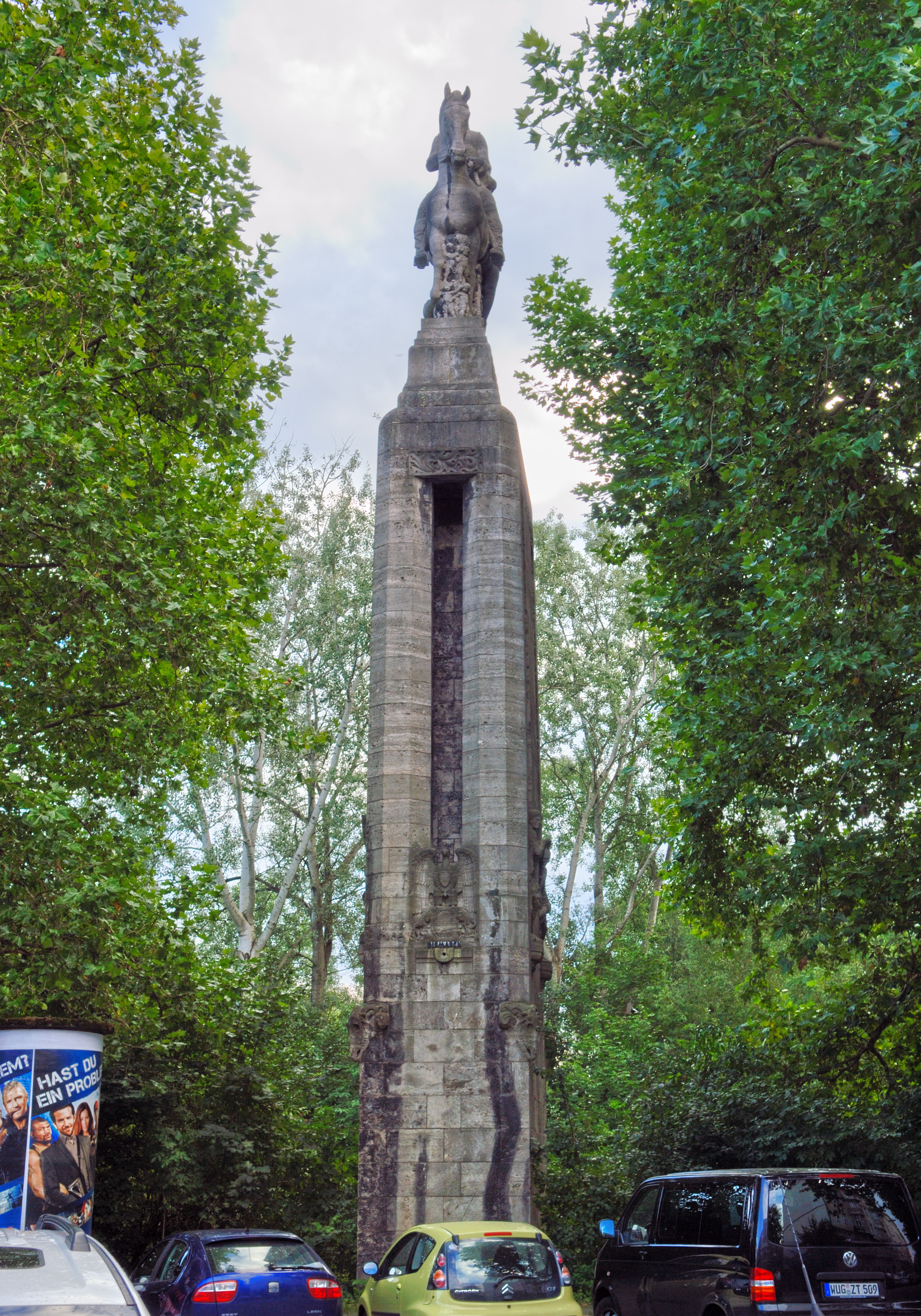
Bismarck-Denkmal, Neurenberg
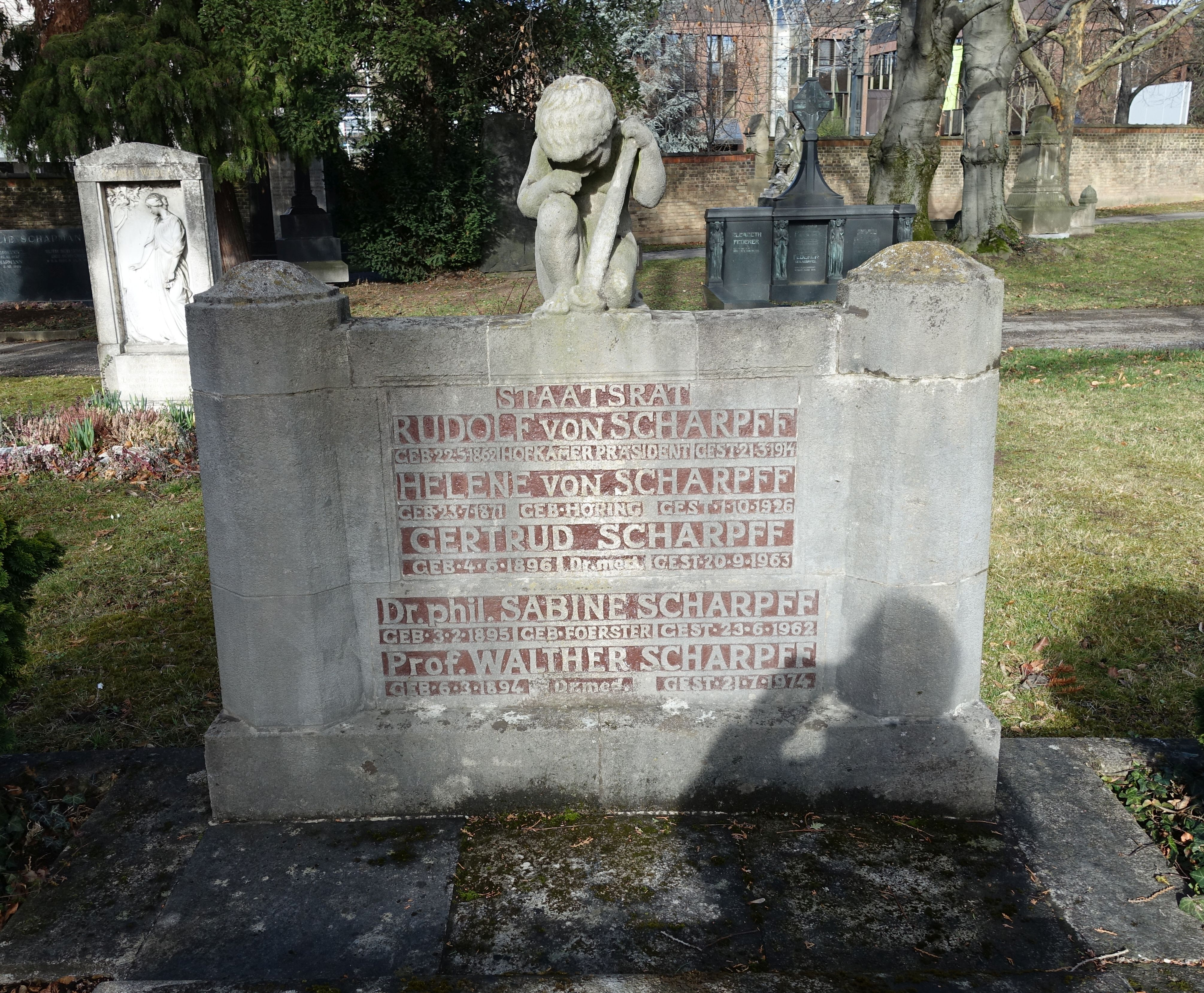
Grafmonument Scharpff, Stuttgart
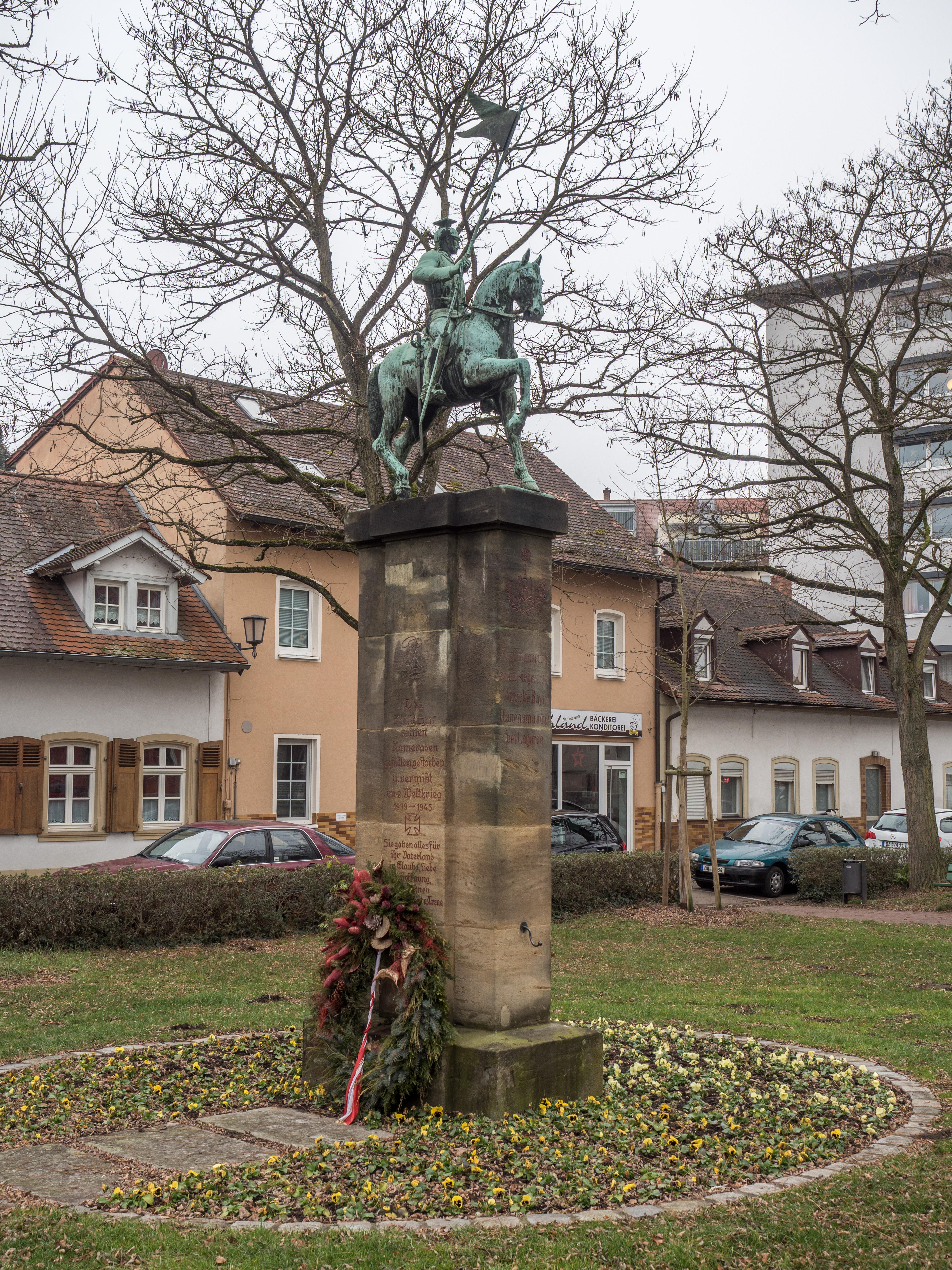
Ulanendenkmal, Bamberg

- Bibliothèque nationale de France: cb14554520k (data)
- Gemeinsame Normdatei: 118691414
- International Standard Name Identifier: 0000 0001 0998 9271
- Library of Congress Control Number: n87880627
- Nationale Bibliotheek van Letland: 000213755
- Nationale Bibliotheek van Tsjechië: xx0147268
- Nationale Bibliotheek van Israël: 987007275347605171
- Nederlandse Thesaurus van Auteursnamen: 070477779
- RKD-Nederlands Instituut voor Kunstgeschiedenis: 277555
- Système universitaire de documentation: 076737136
- Union List of Artist Names: 500002155
- Virtual International Authority File: 93730220
- WorldCat: E39PBJxRBdVWpyXw6tfXvgx7HC